# 訃報 2020年2月
訃報 2020年2月（ふほう 2020ねん2がつ）では、2020年2月に物故した、又は物故が報じられた人物についてまとめる。

## (1日 - 15日)

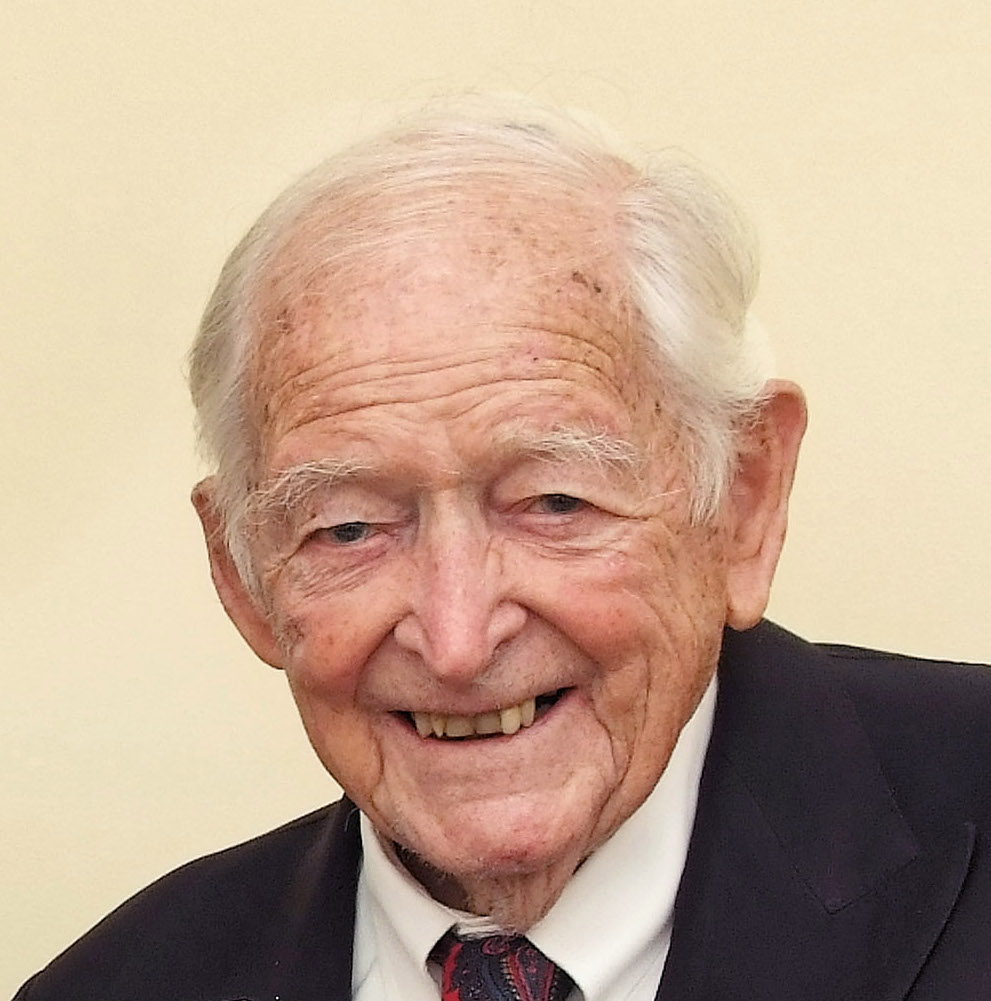
マイク・ホアー／2月2日没

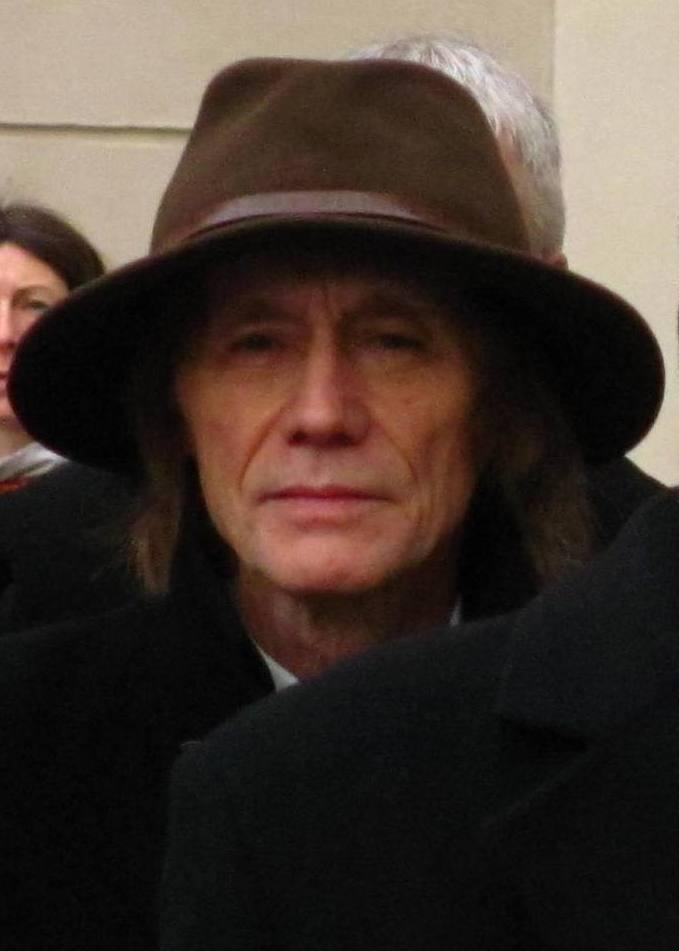
アイヴァン・クラール／2月2日没

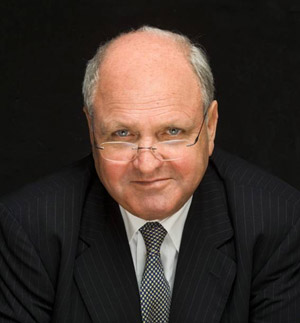
マイク・ムーア／2月2日没

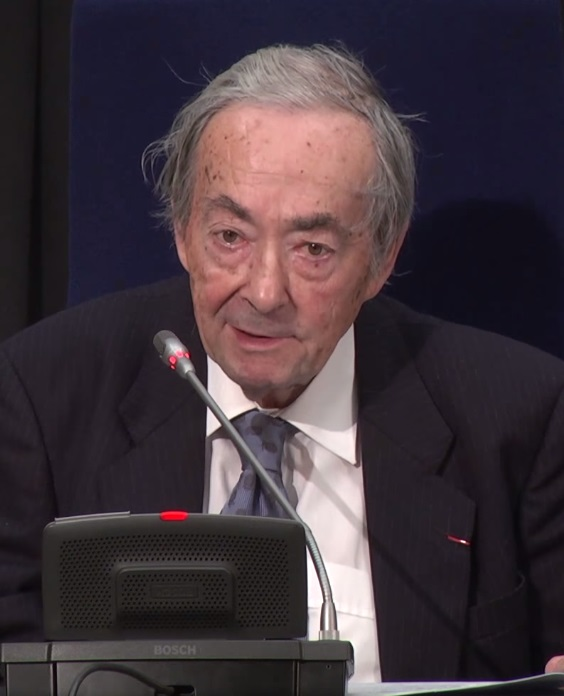
ジョージ・スタイナー／2月3日没

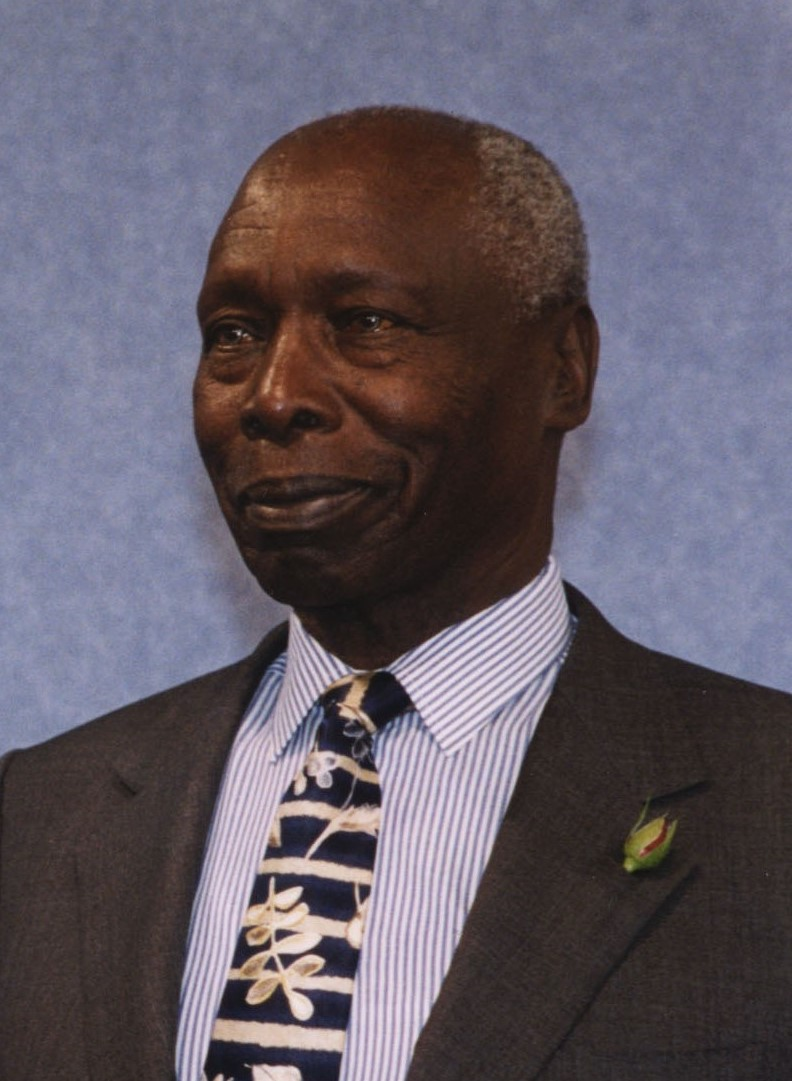
ダニエル・アラップ・モイ／2月4日没

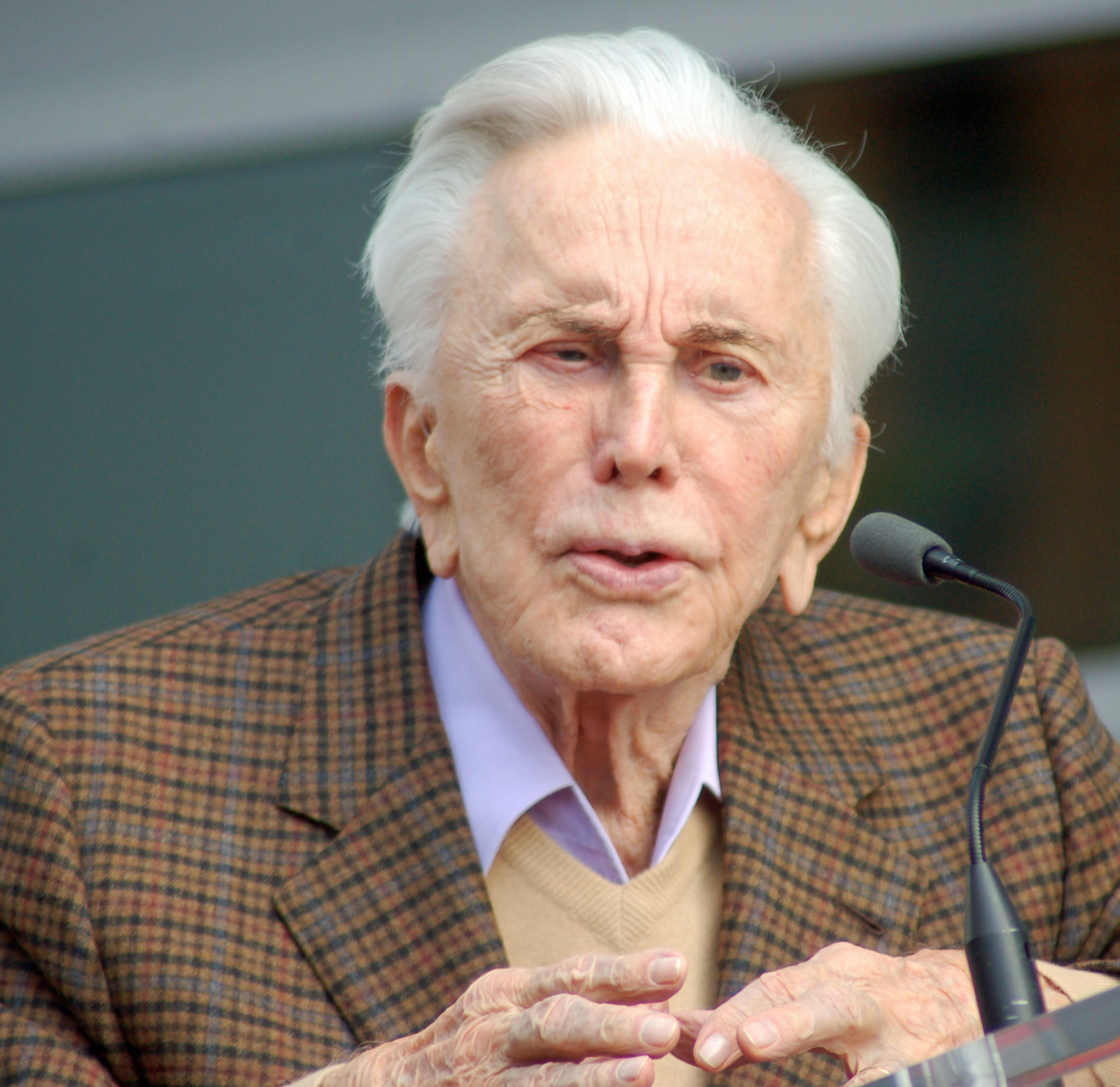
カーク・ダグラス／2月5日没

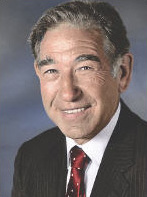
スタンリー・コーエン／2月5日没

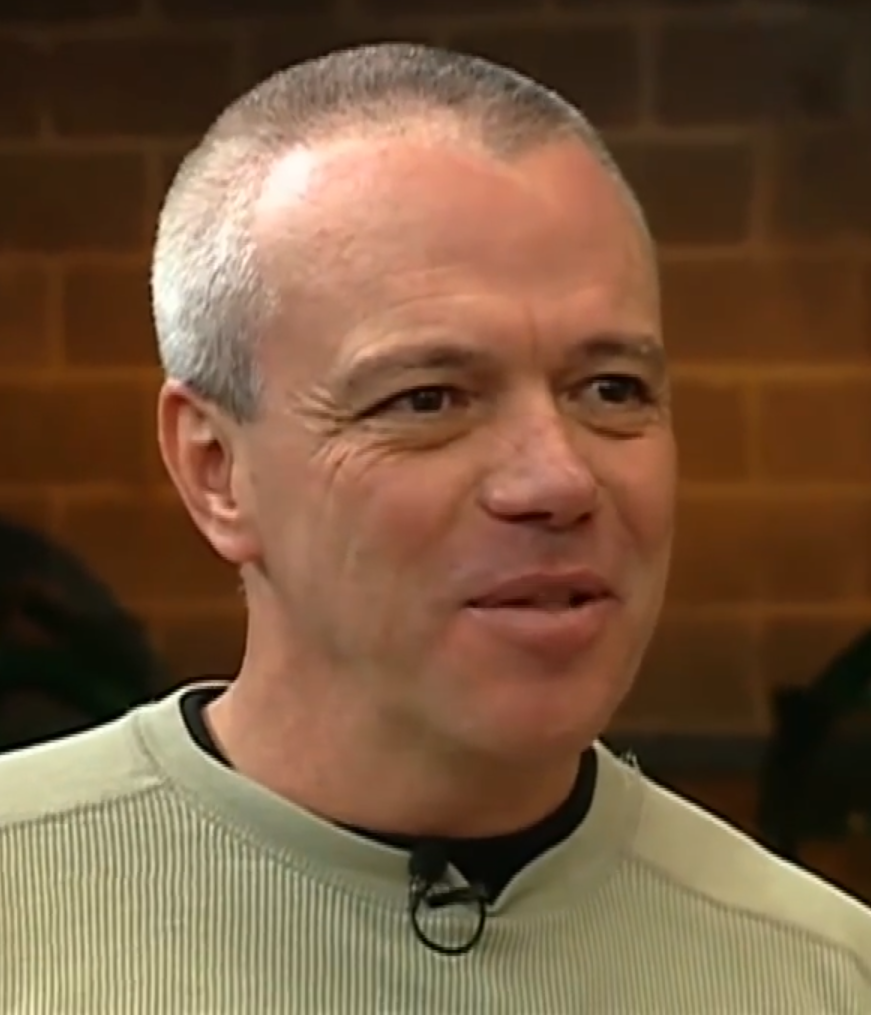
ジョン・ハイロ・ベラスケス／2月6日没

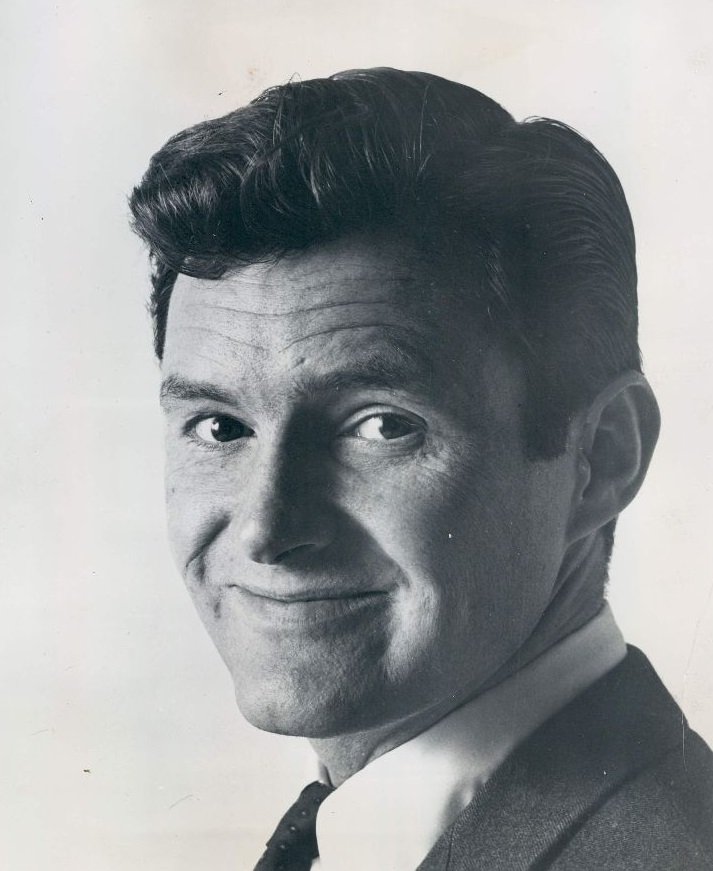
オーソン・ビーン／2月7日没

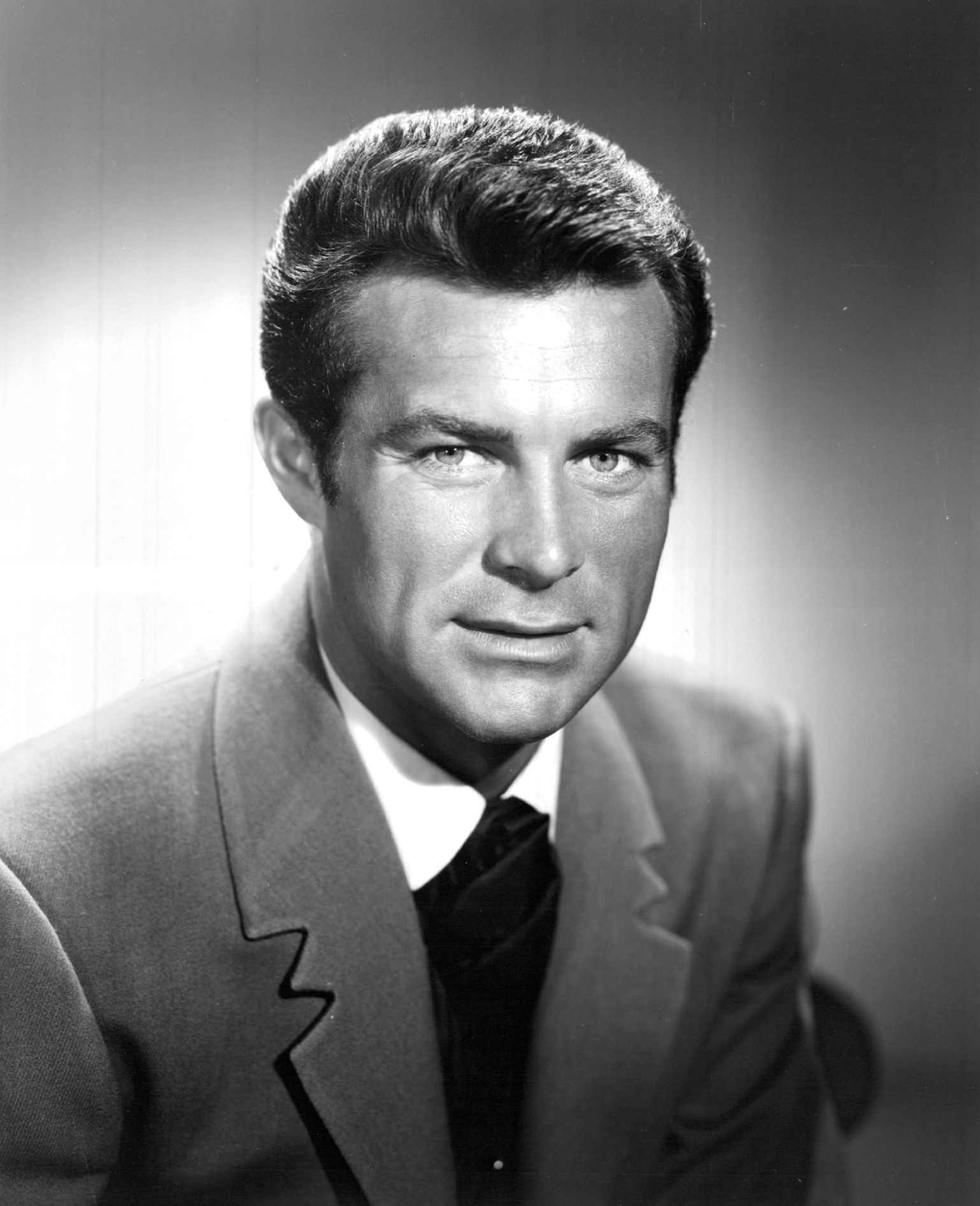
ロバート・コンラッド／2月8日没

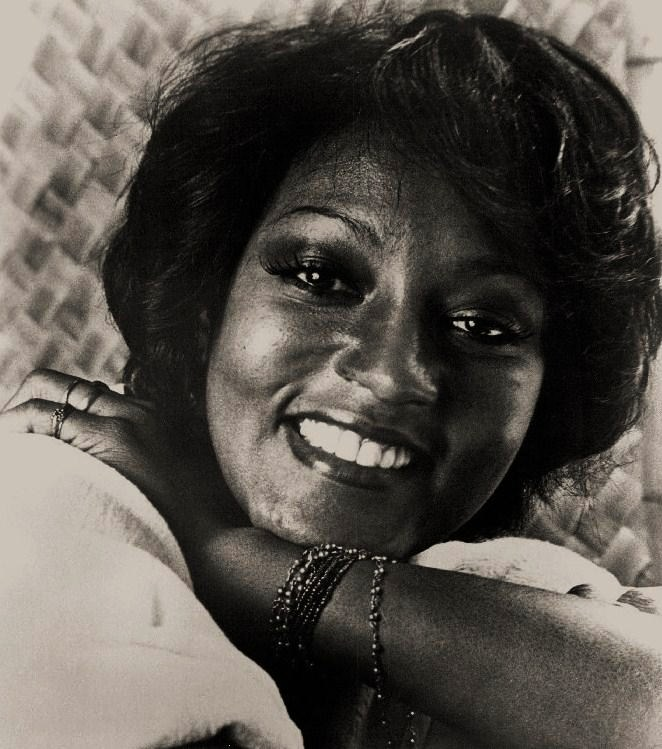
ポーラ・ケリー／2月8日没

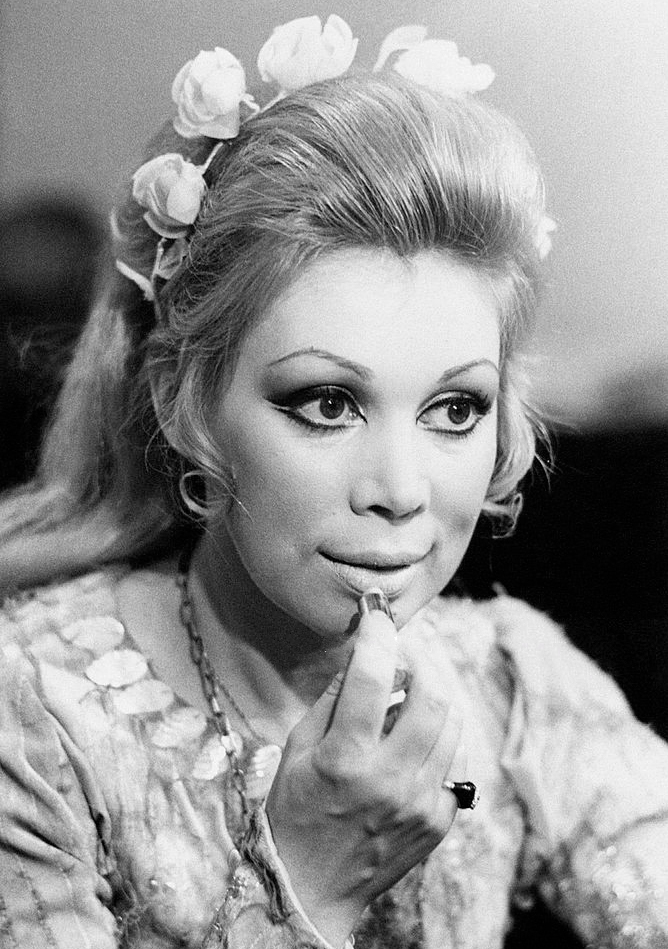
ミレッラ・フレーニ／2月9日没

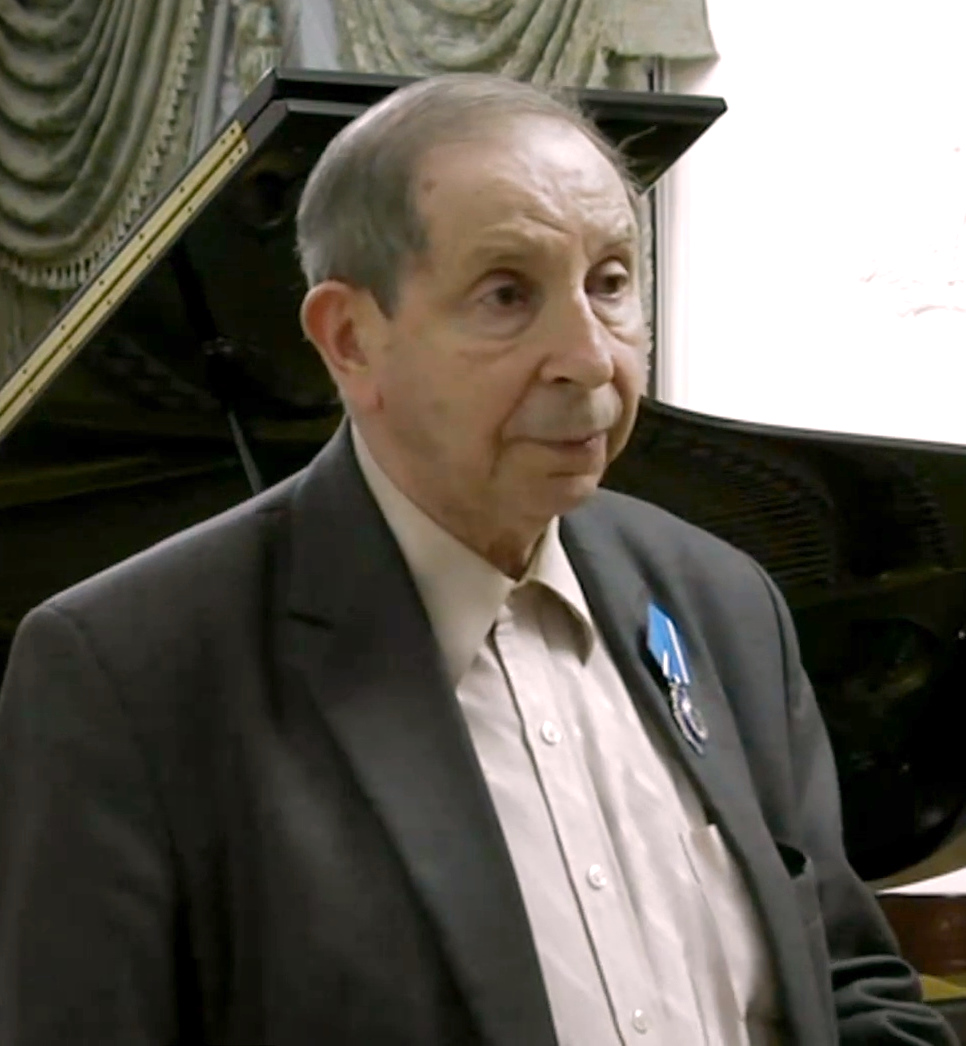
セルゲイ・スロニムスキー／2月9日没

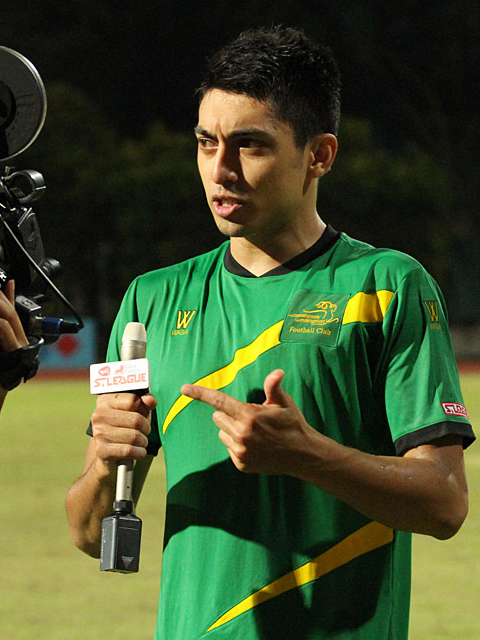
シャリフ・アブドゥル・サマト／2月10日没

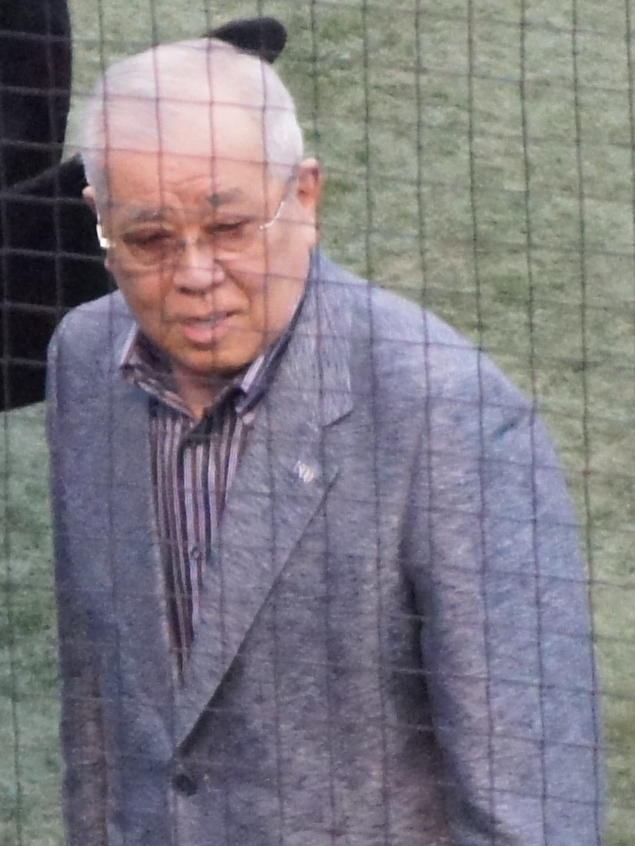
野村克也／2月11日没

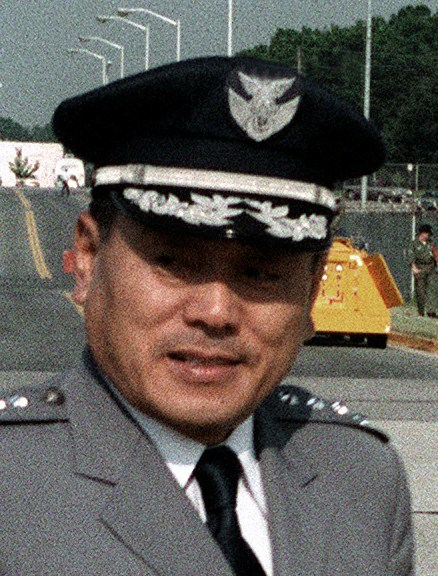
竹田五郎／2月12日没

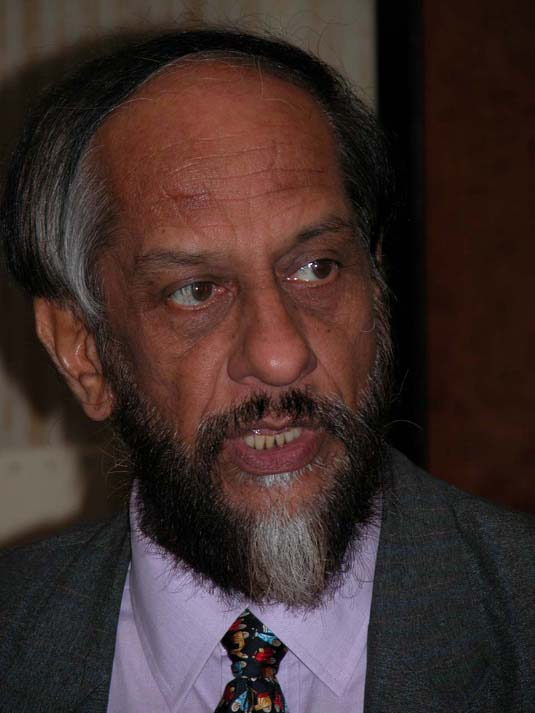
ラジェンドラ・パチャウリ／2月13日没

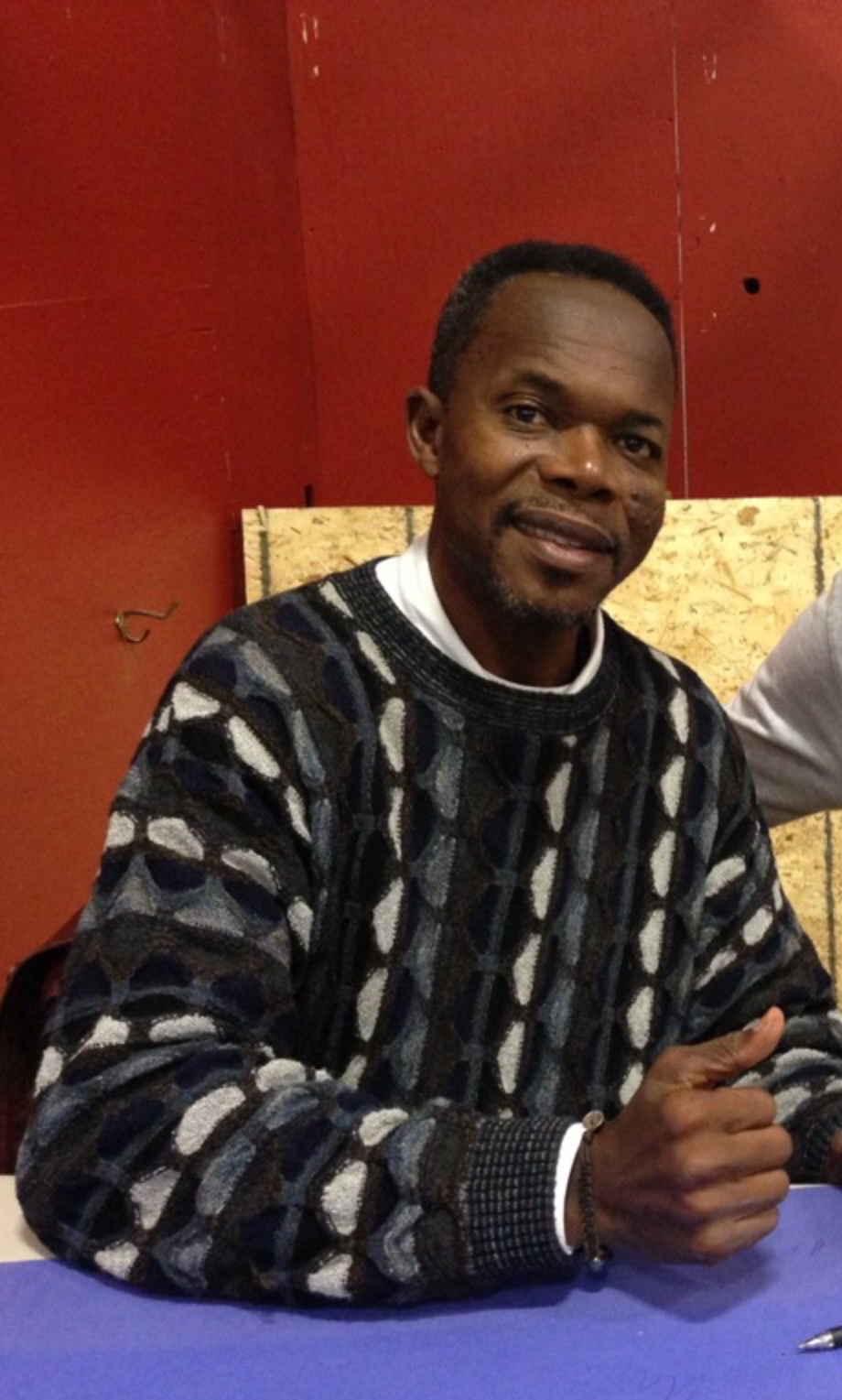
トニー・フェルナンデス／2月15日没

- 2月1日 - 伊達宗義、日本の中国軍事研究者、元拓殖大学教授・同学海外事情研究所所長、花園大学名誉教授（* 1921年）[1]
- 2月1日 - チャールズ・ウッド（英語版）、イギリスの脚本家（* 1932年）[2]
- 2月1日 - ルチアーノ・ガウッチ（イタリア語版）、イタリアのサッカー球団経営者、元ペルージャ・カルチョオーナー（* 1938年）[3]
- 2月1日 - ハロルド・ビーン、アメリカ合衆国のギタリスト、元ファンカデリックメンバー、元アイザック・ヘイズバンドメンバー（* 1946年）[4]
- 2月1日 - ピーター・ゼルキン、アメリカ合衆国のピアニスト（* 1947年）[5]
- 2月1日 - アンドライ・ペーター（ハンガリー語版）、ハンガリーの俳優（* 1948年）[6]
- 2月1日 - アンディ・ギル（英語版）、イギリスのギタリスト、音楽プロデューサー、ギャング・オブ・フォーメンバー（* 1956年）[7]
- 2月1日 - 張輝（中国語版）、中華人民共和国の政治家、湖南省衛生計生総合監督局共産党委員会書記兼局長（* 1963年）[8]
- 2月2日 - マイク・ホアー、アイルランド人のイギリス傭兵（* 1919年）[9]
- 2月2日 - ワレンチン・ヤーニン（ロシア語版）、ロシアの歴史家（* 1929年）[10]
- 2月2日 - 桐谷圭治、日本の生態学者（* 1929年）[11]
- 2月2日 - イム・ヒチュン（朝鮮語版）、大韓民国のコメディアン（* 1933年）[12]
- 2月2日 - フィリップ・レダー、アメリカ合衆国の遺伝学者（* 1934年）[13]
- 2月2日 - バーナード・エバーズ（英語版）、カナダの元実業家、元ワールドコムCEO（* 1941年）[14]
- 2月2日 - 小戽斗（中国語版）、中華民国の俳優（* 1947年）[15]
- 2月2日 - アイヴァン・クラール、チェコ出身のミュージシャン、作詞家（* 1948年）[16]
- 2月2日 - マイク・ムーア、ニュージーランドの政治家、元同国首相、元世界貿易機関事務局長（* 1949年）[17]
- 2月3日 - ジーン・レイノルズ（英語版）、アメリカ合衆国の俳優、テレビプロデューサー（* 1923年）[18]
- 2月3日 - ジョージ・スタイナー、フランス出身のアメリカ合衆国の哲学者、文芸批評家（* 1929年）[19]
- 2月3日 - ロイ・ウォルトン、スコットランドの手品師（* 1932年）[20]
- 2月3日 - ヴァレンティーナ・シェフチェンコ（英語版）、元ウクライナ・ソビエト社会主義共和国最高会議議長（* 1935年）[21]
- 2月3日 - ウィリー・ウッド、アメリカ合衆国のNFL選手【グリーンベイ・パッカーズ所属】（* 1936年）[22]
- 2月3日 - 松葉一清、日本の建築評論家、武蔵野美術大学教授（* 1953年）[23]
- 2月3日 - ジョニー・バンフス（英語版）、アメリカ合衆国の元プロボクサー、元WBAスーパーライト級王者（* 1960年）[24]
- 2月4日 - 小林庄一郎、日本の実業家、元関西電力社長（* 1922年）[25]
- 2月4日 - ダニエル・アラップ・モイ、ケニアの政治家、第2代大統領（* 1924年）[26]
- 2月4日 - ジャンニ・ミネルヴィーニ（英語版）、イタリアの映画プロデューサー（* 1928年）[27]
- 2月4日 - 岡部英男、日本の政治家、元衆議院議員【自由民主党所属】（* 1928年）[28]
- 2月4日 - 坂元晃平、日本の実業家、元東レ代表取締役副社長、元東レ経営研究所会長・社長（* 1928年）[29]
- 2月4日 - エドワード・カマウ・ブラスウェイト（英語版）、バルバドスの詩人、歴史家（* 1930年）[30]
- 2月4日 - 呉懐祺（中国語版）、中華人民共和国の歴史学者、北京師範大学教授（* 1938年）[31]
- 2月4日 - リリャナ・ペトロヴィッチ（英語版）、セルビアの歌手（* 1939年）[32]
- 2月4日 - テリー・ハンズ（英語版）、イギリスの舞台演出家、元ロイヤル・シェイクスピア・カンパニー芸術監督（* 1941年）[33]
- 2月4日 - フォルカー・ダーヴィド・キルヒナー（ドイツ語版）、ドイツのヴァイオリニスト、作曲家（* 1942年）[34]
- 2月4日 - バディ・ケージ（英語版）、アメリカ合衆国のペダル・スティール・ギター奏者、ニュー・ライダース・オブ・ザ・パープル・セイジメンバー（* 1946年）[35]
- 2月4日 - ホセ・ルイス・クエルダ（英語版）、スペインの映画監督、ゴヤ賞受賞者（* 1947年）[36]
- 2月4日 - グエン・バン・チュウ（英語版）、ベトナムの武術家、ボビナム世界最高師範（* 1949年）[37]
- 2月5日 - カーク・ダグラス、アメリカ合衆国出身の俳優、映画プロデューサー（* 1916年）[38]
- 2月5日 - ビバリー・ペッパー（英語版）、アメリカ合衆国の彫刻家（* 1922年）[39]
- 2月5日 - スタンリー・コーエン、アメリカ合衆国の生化学者、ノーベル生理学・医学賞受賞者（* 1922年）[40]
- 2月5日 - 喜多秀次、日本の理論物理学者、京都大学名誉教授（* 1924年）[41]
- 2月5日 - 那須傅夫、日本の無線通信工学者、宇都宮大学名誉教授（* 1925年?）[42]
- 2月5日 - イヴ・プリカン（フランス語版）、フランスの眼科医、アカデミー・フランセーズ会員（* 1931年）[43]
- 2月5日 - ケヴィン・コンウェイ、アメリカ合衆国の俳優（* 1942年）[44]
- 2月5日 - F・X・フィーニー（英語版）、アメリカ合衆国の作家、脚本家（* 1953年）[45]
- 2月5日 - 佐野康之、日本の声優（* 1970年）[46]
- 2月6日 - 王勁（中国語版）、中華人民共和国の考古学者、元湖北省博物館副館長（* 1926年）[47]
- 2月6日 - ロジャー・カーン（英語版）、アメリカ合衆国の作家（* 1927年）[48]
- 2月6日 - クリシュナ・バルデーオ・ヴァイド、インドの作家（* 1927年）[49]
- 2月6日 - ネルロ・サンティ、イタリアの指揮者（* 1931年）[50]
- 2月6日 - 北村三郎、日本の俳優、沖縄芝居役者（* 1937年）[51]
- 2月6日 - 兪関栄、中華人民共和国のレスキューボランティア、元武漢長江救援隊隊長（* 1948年もしくは1949年）[52]
- 2月6日 - ジョン・ハイロ・ベラスケス、コロンビアの殺し屋、メデジン・カルテル一員（* 1962年）[53]
- 2月7日 - 鈴木竹柏、日本の画家（* 1918年）[54]
- 2月7日 - 金漢珍（中国語版）、中華人民共和国の小児科学者、復旦大学付属小児科病院名誉教授（* 1920年）[55]
- 2月7日 - 西村冏紹、日本の僧侶、天台真盛宗前管長、西教寺前貫首（* 1926年）[56]
- 2月7日 - 遠藤啄郎、日本の劇作家、演出家（* 1928年）[57]
- 2月7日 - オーソン・ビーン、アメリカ合衆国の俳優（* 1928年）[58]
- 2月7日 - ネジミエ・パガルーシャ（英語版）、コソボ出身のアルバニア人歌手、女優（* 1933年）[59]
- 2月7日 - 広瀬貞雄、日本の実業家、元富士紡績（現富士紡ホールディングス）社長（* 1933年）[60]
- 2月7日 - 日下部五朗、日本の映画プロデューサー（* 1934年）[61]
- 2月7日 - ピエール・ギュヨタ、フランスの小説家（* 1940年）[62]
- 2月7日 - 王域平（中国語版）、中華人民共和国のアコーディオン奏者、天津音楽学院（中国語版）教授（* 1940年）[63]
- 2月7日 - イ・ギュヒョン（朝鮮語版）、大韓民国の映画監督（* 1957年）[64]
- 2月7日 - 紅凌（中国語版）、中華人民共和国の生物学者、華中科技大学教授（* 1966年）[65]
- 2月7日 - 徐輝（中国語版）、中華人民共和国の産婦人科医、南京市中医院副院長（* 1969年）[66]
- 2月7日 - エンジェル・エチェバリア、アメリカ合衆国の元MLB・プロ野球選手【北海道日本ハムファイターズ所属】（* 1971年）[67]
- 2月7日 - 李文亮、中華人民共和国の眼科医、中国武漢における新型コロナウイルス肺炎の流行の内部告発者の1人（* 1986年）[68][69]
- 2月7日 - コ・スジョン（中国語版）、大韓民国の女優（* 1995年）[70]
- 2月8日 - 李海瑗、大韓民国の帝位請求者、旧李氏朝鮮王族（* 1919年）[71]
- 2月8日 - 小林直樹、日本の憲法学者、東京大学名誉教授（* 1921年）[72]
- 2月8日 - ロベール・マサン（フランス語版）、フランスのグラフィックデザイナー、タイポグラファー（* 1925年）[73]
- 2月8日 - 川本崇雄、日本の言語学者、上越教育大学・創価大学名誉教授（* 1925年）[74]
- 2月8日 - 佐藤一郎、日本の中国文学者、慶應義塾大学名誉教授（* 1928年）[75]
- 2月8日 - エラジム・コハーク（英語版）、チェコの哲学者、作家（* 1933年）[76]
- 2月8日 - ロバート・コンラッド、アメリカ合衆国の俳優（* 1935年）[77]
- 2月8日 - 木村操、日本の元官僚、元名古屋鉄道社長（* 1937年）[78]
- 2月8日 - フォルカー・シュペングラー（英語版）、ドイツの俳優（* 1939年）[79]
- 2月8日 - グラーツィア・ヴォルピ（イタリア語版）、イタリアの映画プロデューサー（* 1941年）[80]
- 2月8日 - 軽部征夫、日本の生物工学者、東京工科大学長、東京大学名誉教授（* 1942年）[81]
- 2月8日 - 岩熊博之、日本の実業家、元東京証券取引所社長、前平和不動産社長（* 1952年）[82]
- 2月8日 - ポーラ・ケリー、アメリカ合衆国の俳優、ダンサー（* 1943年）[83]
- 2月9日 - ミレッラ・フレーニ、イタリアのオペラ歌手（* 1935年）[84]
- 2月9日 - マルガレータ・ハリーン（英語版）、スウェーデンのオペラ歌手（* 1931年）[85]
- 2月9日 - セルゲイ・スロニムスキー、ロシアの作曲家、ピアニスト、音楽学者（* 1932年）[86]
- 2月9日 - 吉田一彦、日本のテノール歌手、元デューク・エイセスメンバー（* 1936年）[87]
- 2月9日 - 古川尚道、日本の物理有機化学者、筑波大学名誉教授（* 1937年）[88]
- 2月9日 - 有薗憲一、日本の実業家、元ベスト電器社長（* 1940年）[89]
- 2月9日 - アブデル・アジズ・エル・ムバラク（英語版）、スーダンの歌手（* 1951年）[90]
- 2月9日 - 松本勝也、日本の競艇選手（* 1971年）[91]
- 2月10日 - 熊野谿從、日本の高分子化学者、東京大学・愛媛大学名誉教授（* 1923年）[92]
- 2月10日 - 八木下浩一、日本の政治運動家、元全国障害者解放運動連絡会議代表幹事（* 1941年）[93]
- 2月10日 - ライル・メイズ、アメリカ合衆国のジャズピアニスト（* 1953年）[94]
- 2月10日 - 林正斌（中国語版）、中華人民共和国の外科医、武漢同済医院臓器移植研究所副主任医師（* 1957年）[95]
- 2月10日 - シャリフ・アブドゥル・サマト、シンガポールのサッカー選手、元同国代表（* 1984年）[96]
- 2月11日 - 倉橋羊村、日本の俳人（* 1931年）[97]
- 2月11日 - 諏訪義英、日本の教育学者、元大東文化学園理事長、大東文化大学名誉教授（* 1932年）[98]
- 2月11日 - ヨハネス・シューベルト、ドイツ出身のカトリック教会神父、元南山短期大学学長（* 1933年）[99]
- 2月11日 - 野村克也、日本の元プロ野球選手【南海ホークス、ロッテオリオンズ、西武ライオンズ所属】、野球監督、野球解説者（* 1935年）[100]
- 2月11日 - ヨーゼフ・フィルスマイアー（ドイツ語版）、ドイツの映画監督（* 1939年）[101]
- 2月11日 - クレール・ブルテシェ（フランス語版）、フランスの漫画家（* 1940年）[102]
- 2月11日 - ジョセフ・シャバララ（英語版）、南アフリカ共和国のミュージシャン、レディスミス・ブラック・マンバーゾメンバー（* 1941年）[103]
- 2月11日 - 板井優、日本の弁護士、元川辺川利水訴訟弁護団長（* 1949年）[104]
- 2月11日 - 金田康正、日本の計算科学者、東京大学名誉教授（* 1949年）[105]
- 2月12日 - 竹田五郎、日本の元陸軍軍人、自衛官　統合幕僚会議議長（* 1920年）[106]
- 2月12日 - 斎藤健次郎、日本の教育学者、宇都宮大学名誉教授（* 1926年）[107]
- 2月12日 - ヘールト・ホフステード（英語版）、オランダの社会心理学者（* 1928年）[108]
- 2月12日 - ヴィクター・オレイヤ（英語版）、ナイジェリアのハイライフトランペット奏者（* 1930年）[109]
- 2月12日 - ポール・イングリッシュ（英語版）、アメリカ合衆国のドラマー、ウィリー・ネルソンバンドメンバー（* 1932年）[110]
- 2月12日 - マイケル・バーリッジ（英語版）、ジンバブエ出身のイギリスの生理学者（* 1938年）[111]
- 2月12日 - ヘイミッシュ・ミルン、イギリスのピアニスト（* 1939年）[112]
- 2月12日 - 神田護、日本の数学者、解析学者、筑波大学名誉教授（* 1940年?）[113]
- 2月12日 - 兼子司、日本の政治家、前福島県天栄村長（* 1946年?）[114]
- 2月12日 - ウェンデル・ロドリックス（英語版）、インドのファッションデザイナー（* 1960年）[115]
- 2月13日 - 城戸崎愛、日本の料理研究家（* 1925年）[116]
- 2月13日 - ラファエル・ロメロ・マルチェント（スペイン語版）、スペインの映画監督、脚本家、俳優（* 1926年）[117]
- 2月13日 - 吉田登美男、日本の音響学者、拓殖大学名誉教授（* 1928年?）[118]
- 2月13日 - 劉篠嫻（中国語版）、中華人民共和国の予防医学者、医学教育者、華中科技大学同済医学院教授（* 1933年）[119]
- 2月13日 - 宮野彬、日本の刑法学者、明治学院大学名誉教授（* 1933年）[120]
- 2月13日 - 坂口芳貞、日本の俳優、声優（* 1939年）[121]
- 2月13日 - ラジェンドラ・パチャウリ、インド生まれの環境エネルギー問題の専門家、元IPCC議長（* 1940年）[122]
- 2月13日 - 許徳甫（中国語版）、中華人民共和国の中医師、元鄂州市中医院院長（* 1958年）[123]
- 2月13日 - 劉寿祥（中国語版）、中華人民共和国の水彩画家、湖北美術学院教授（* 1958年）[124]
- 2月13日 - クリストフ・デジャルダン（フランス語版）、フランスのヴィオラ奏者（* 1963年）[125]
- 2月14日 - ミシェル・ラゴン（フランス語版）、フランスの美術・文学評論家（* 1924年）[126]
- 2月14日 - 及川昭伍、日本の官僚、元国民生活センター理事長（* 1932年）[127]
- 2月14日 - リン・コーエン（英語版）、アメリカ合衆国の女優（* 1933年）[128]
- 2月14日 - ラインベルト・デ・レーウ（オランダ語版）、オランダの指揮者、ピアニスト、作曲家（* 1938年）[129]
- 2月14日 - 久保潔、日本のジャーナリスト、元読売新聞社東京本社論説委員会副委員長（* 1941年）[130]
- 2月14日 - 武田勝玄、日本の政治家、大阪府河南町長（* 1950年）[131]
- 2月14日 - 池上司、日本の小説家（* 1959年）[132]
- 2月15日 - A・E・ホッチナー（英語版）、アメリカ合衆国の伝記作家（* 1917年）[133]
- 2月15日 - ヴァトロスラフ・ミミカ（英語版）、クロアチアの映画監督、脚本家（* 1923年）[134]
- 2月15日 - 坂本勝比古、日本の建築学者、神戸芸術工科大学名誉教授（* 1926年）[135]
- 2月15日 - 段正澄、中華人民共和国の工学者、華中科技大学教授、中国工程院院士（* 1934年）[136]
- 2月15日 - キャバン・グローガン（英語版）、イギリスのロックンロールシンガー、クレイジー・キャバン＆ザ・リズム・ロッカーズ（英語版）メンバー（* 1949年）[137]
- 2月15日 - トニー・フェルナンデス、ドミニカ共和国の元プロ野球選手【トロント・ブルージェイズ、西武ライオンズなどに所属】（* 1962年）[138]
- 2月15日 - キャロライン・フラック（英語版）、イギリスのテレビ番組司会者（* 1979年）[139]
- 2月15日 - ニコライ・ボンダール、ウクライナのフィギュアスケート選手（* 1990年）[140]
- 2月15日 - ニキータ・ワリグワ、ウガンダ出身の子役、奇跡のチェックメイトクイーン・オブ・カトゥエ出演（* 2005年）[141]

## (16日 - 29日)

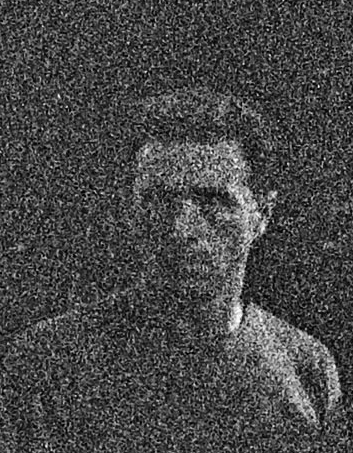
ハリー・グレッグ／2月16日没

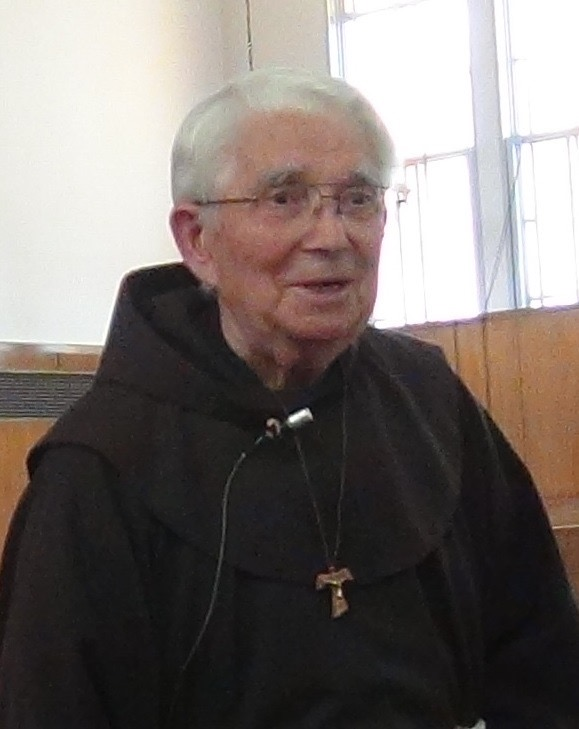
マリオ・カンドゥッチ／2月16日没

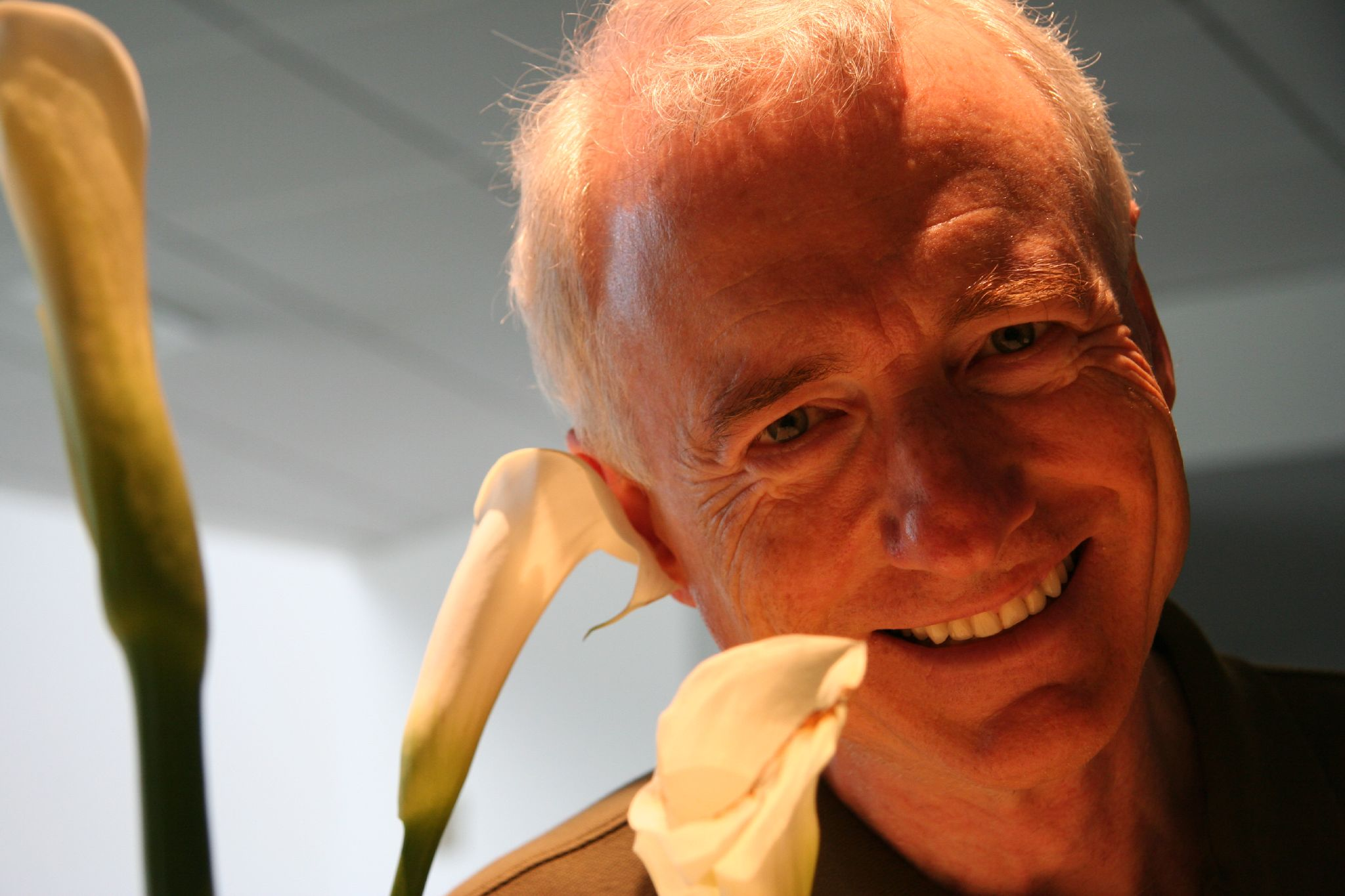
ラリー・テスラー／2月16日没

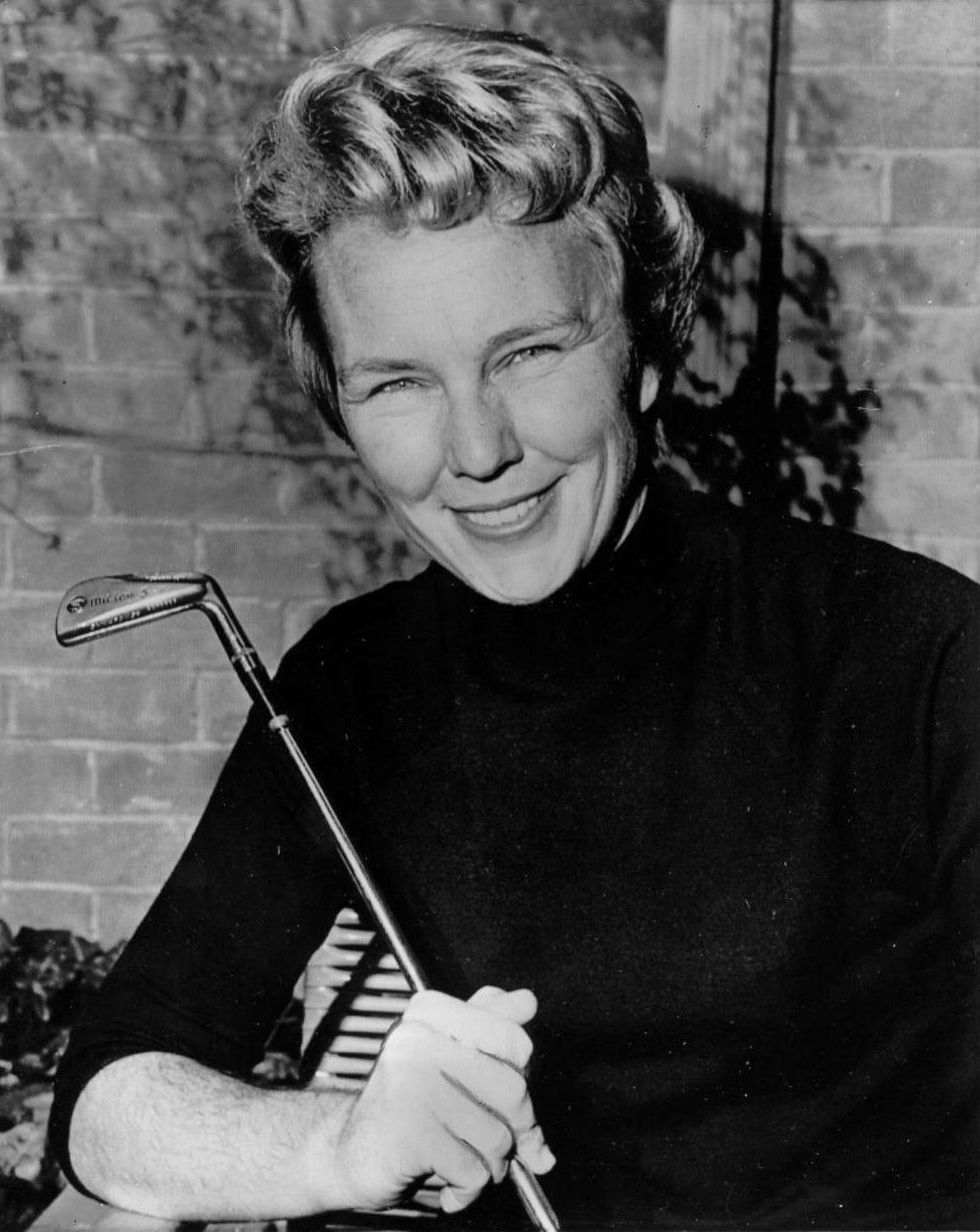
ミッキー・ライト／2月17日没

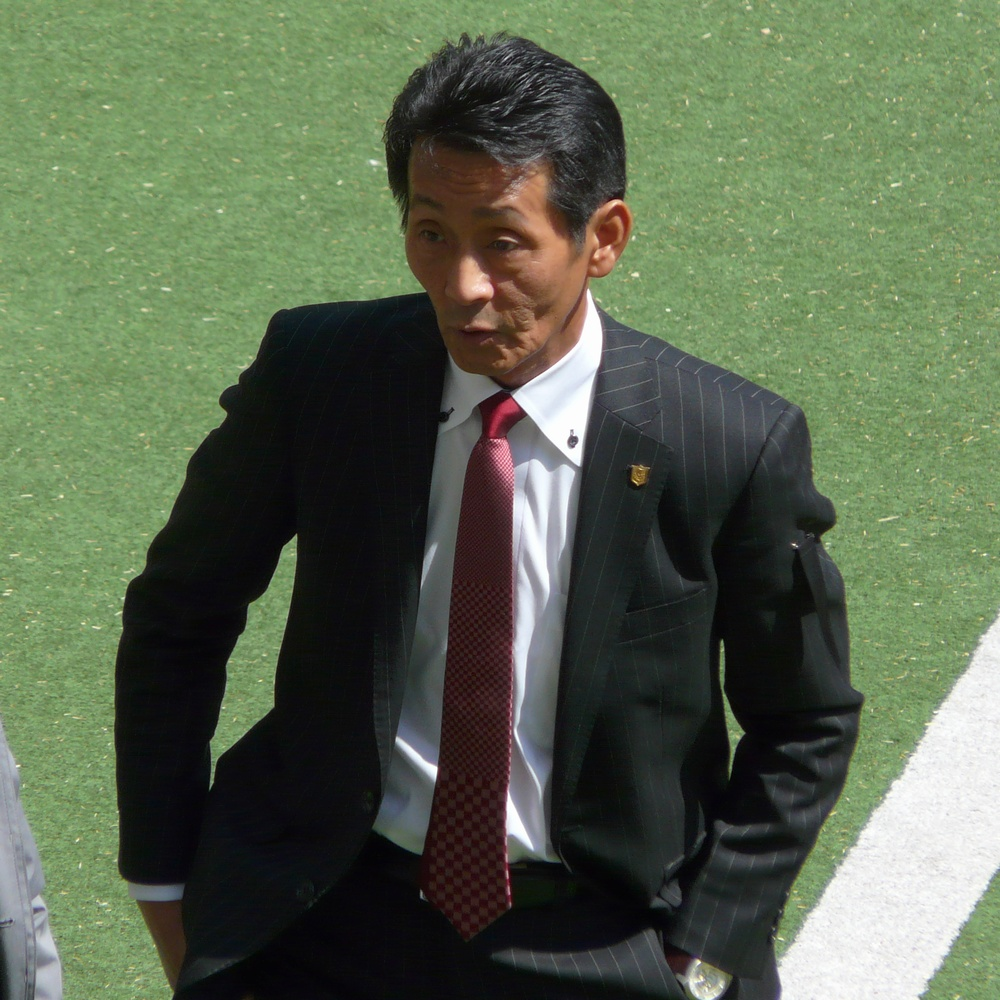
高市圭二／2月17日没

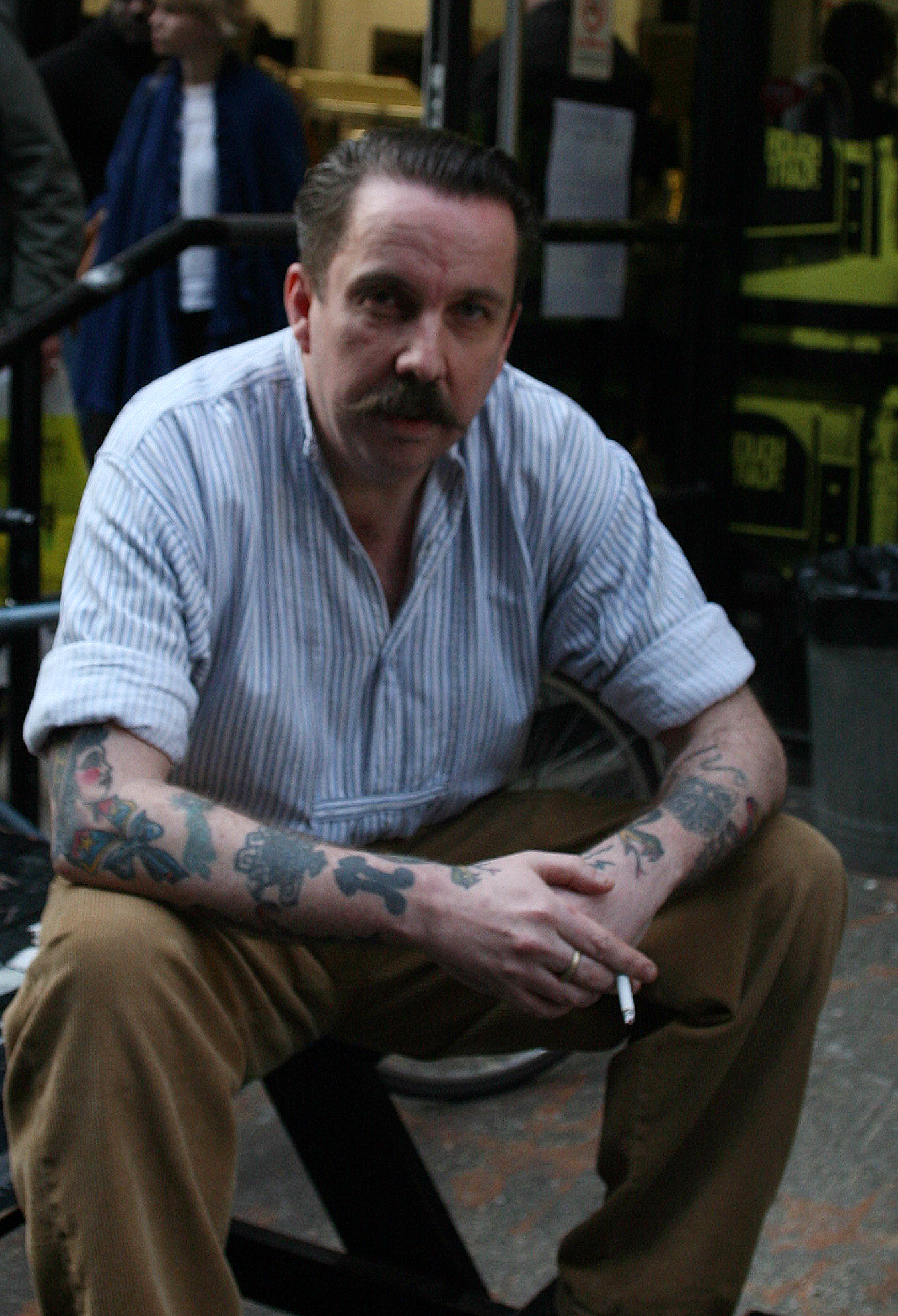
アンドリュー・ウェザオール／2月17日没

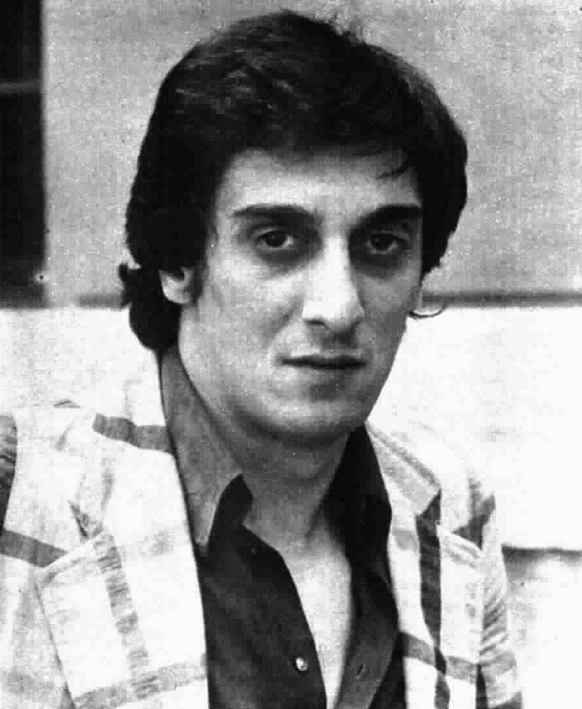
フラヴィオ・ブッチ／2月18日没

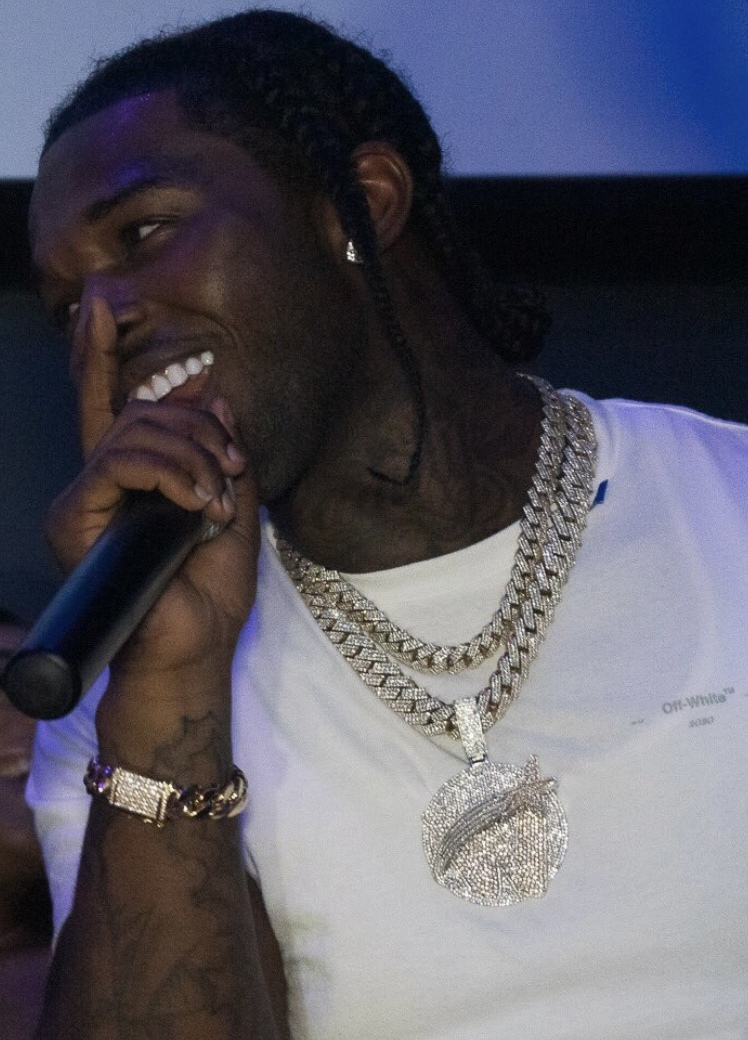
ポップ・スモーク／2月19日没

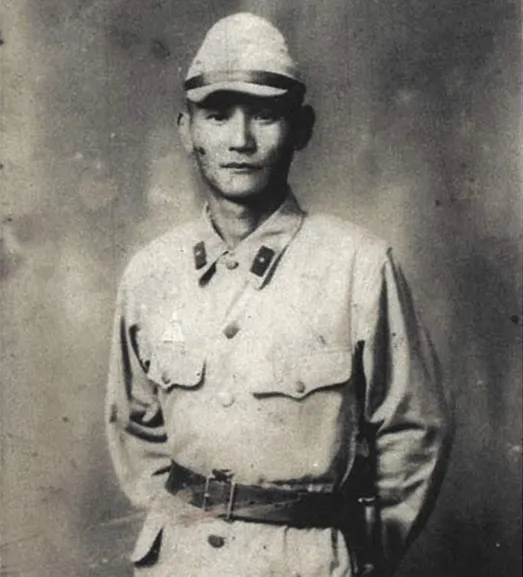
渡邉智哲／2月23日没

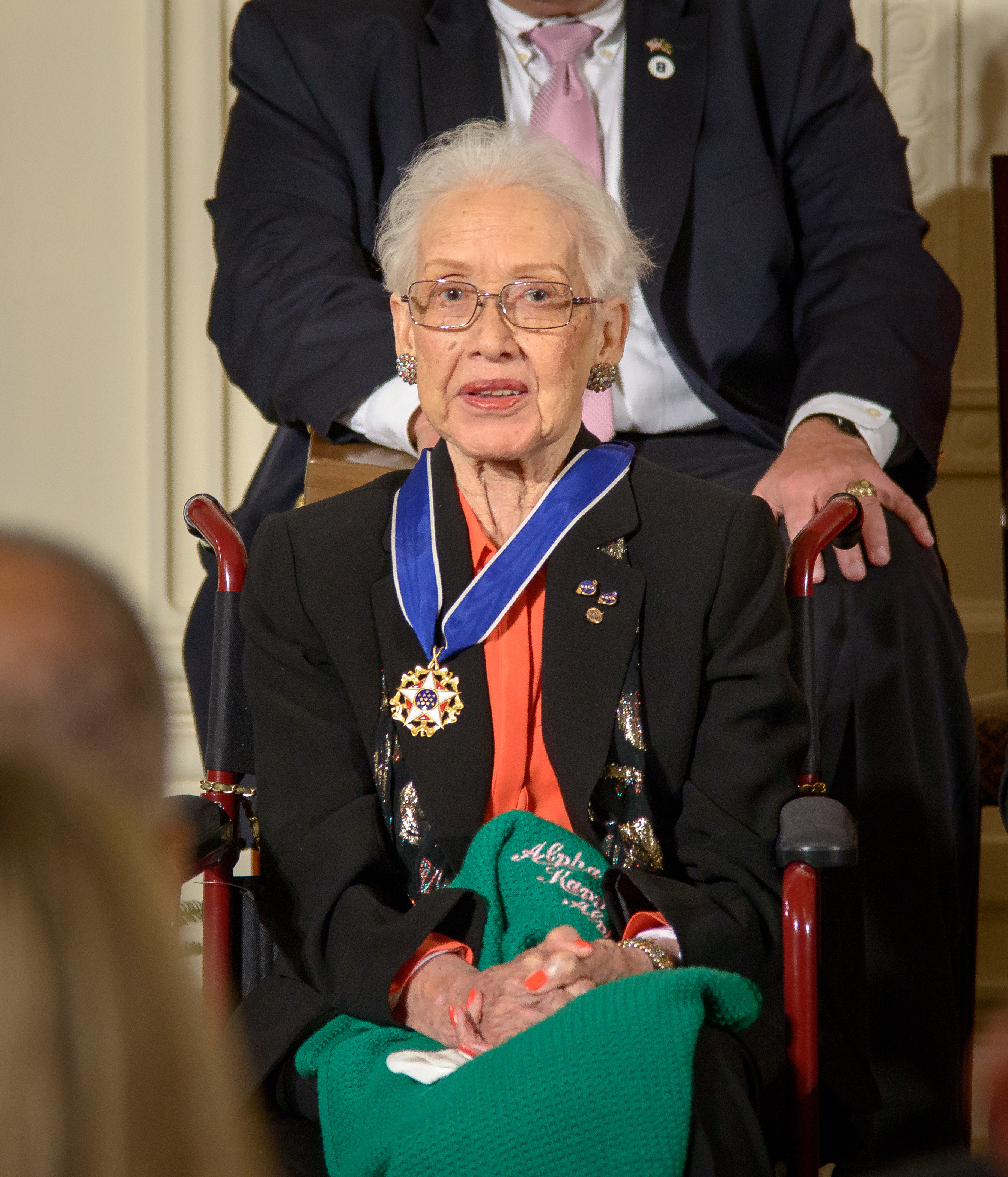
キャサリン・ジョンソン／2月24日没

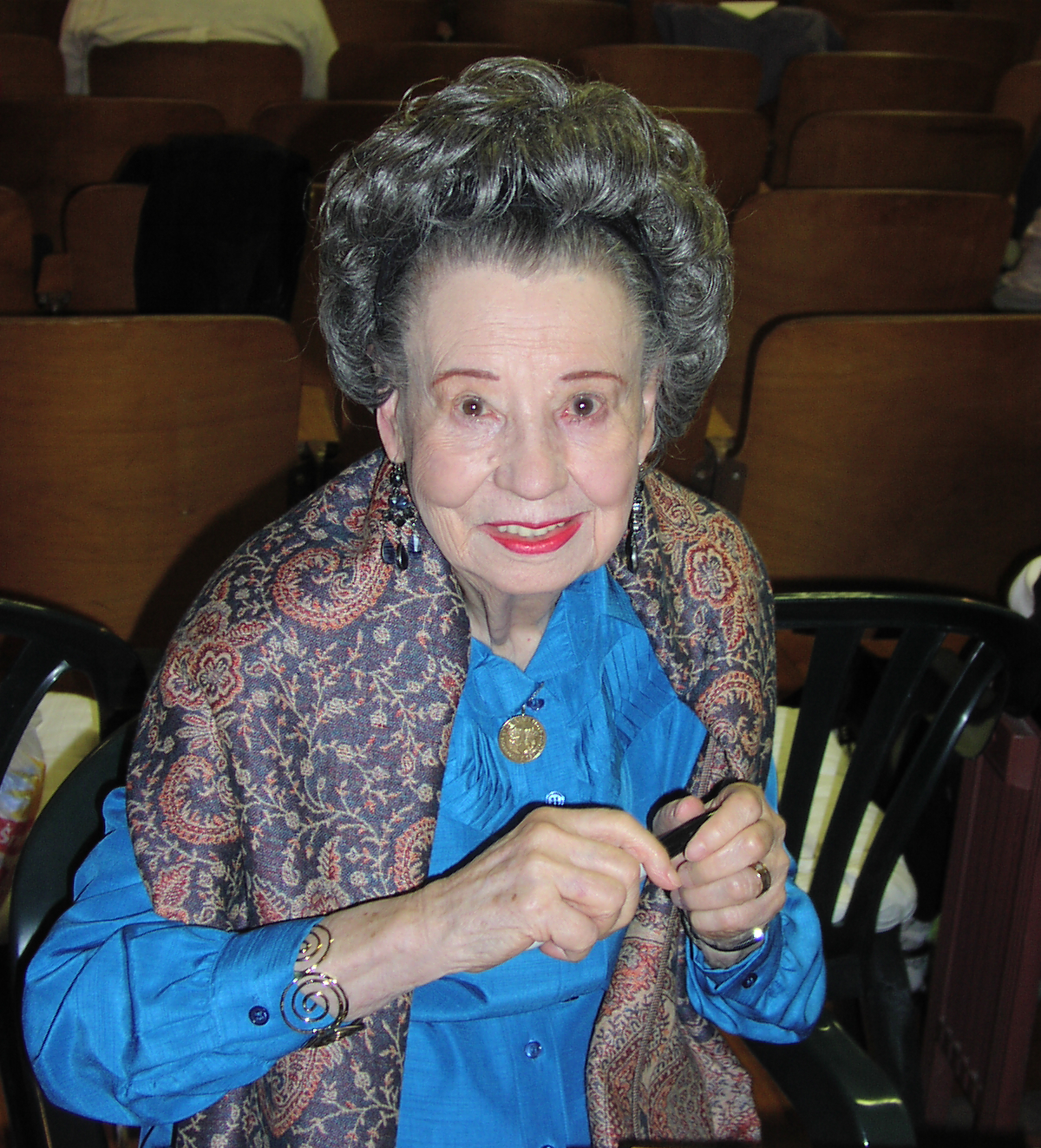
ダイアナ・セラ・キャリー／2月24日没

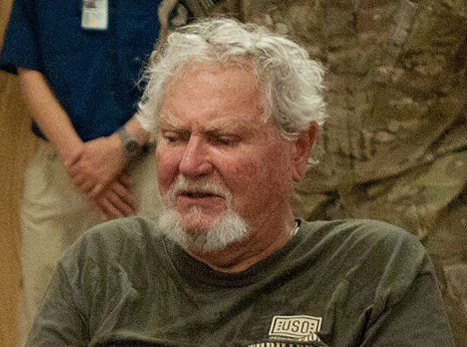
クライブ・カッスラー／2月24日没

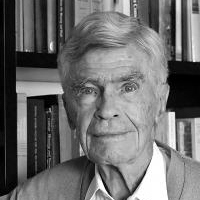
マリオ・ブンゲ／2月24日没

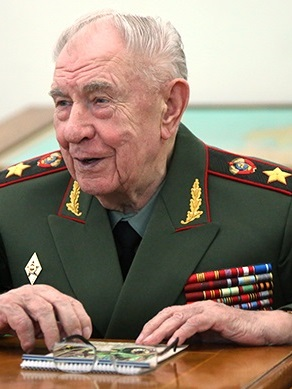
ドミトリー・ヤゾフ／2月25日没

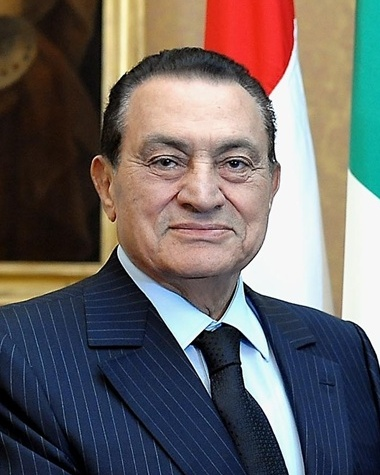
ホスニー・ムバーラク／2月25日没

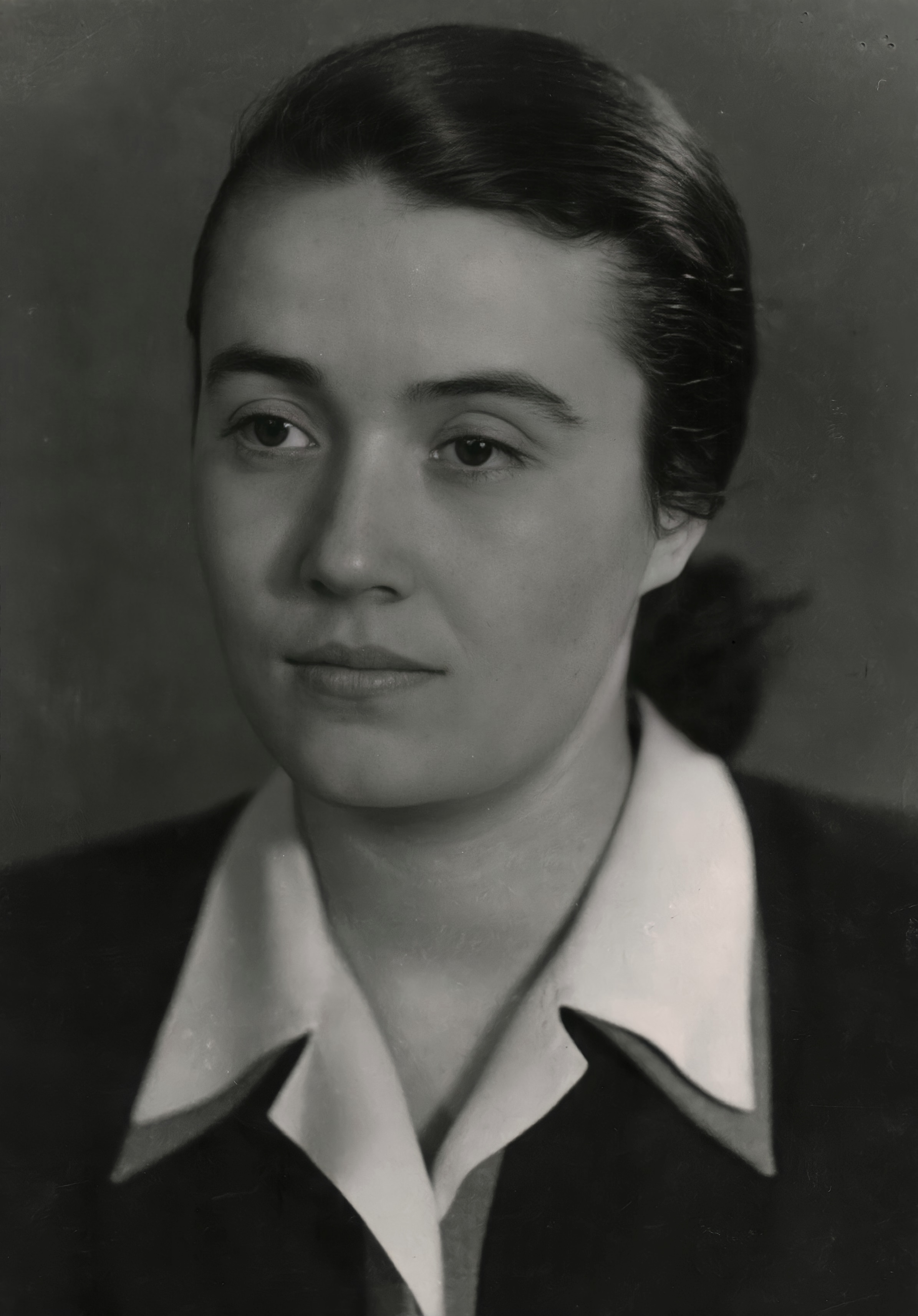
ネジミエ・ホッジャ／2月26日没

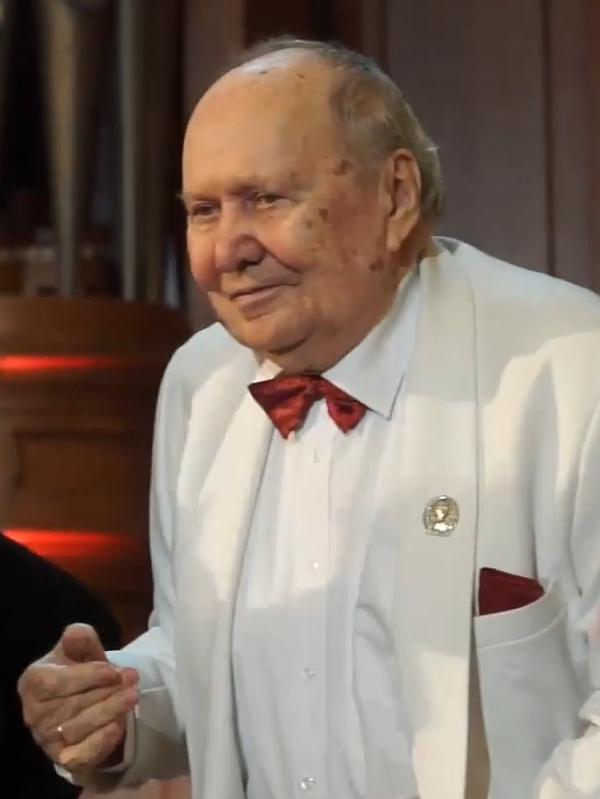
セルゲイ・ドレンスキー／2月26日没

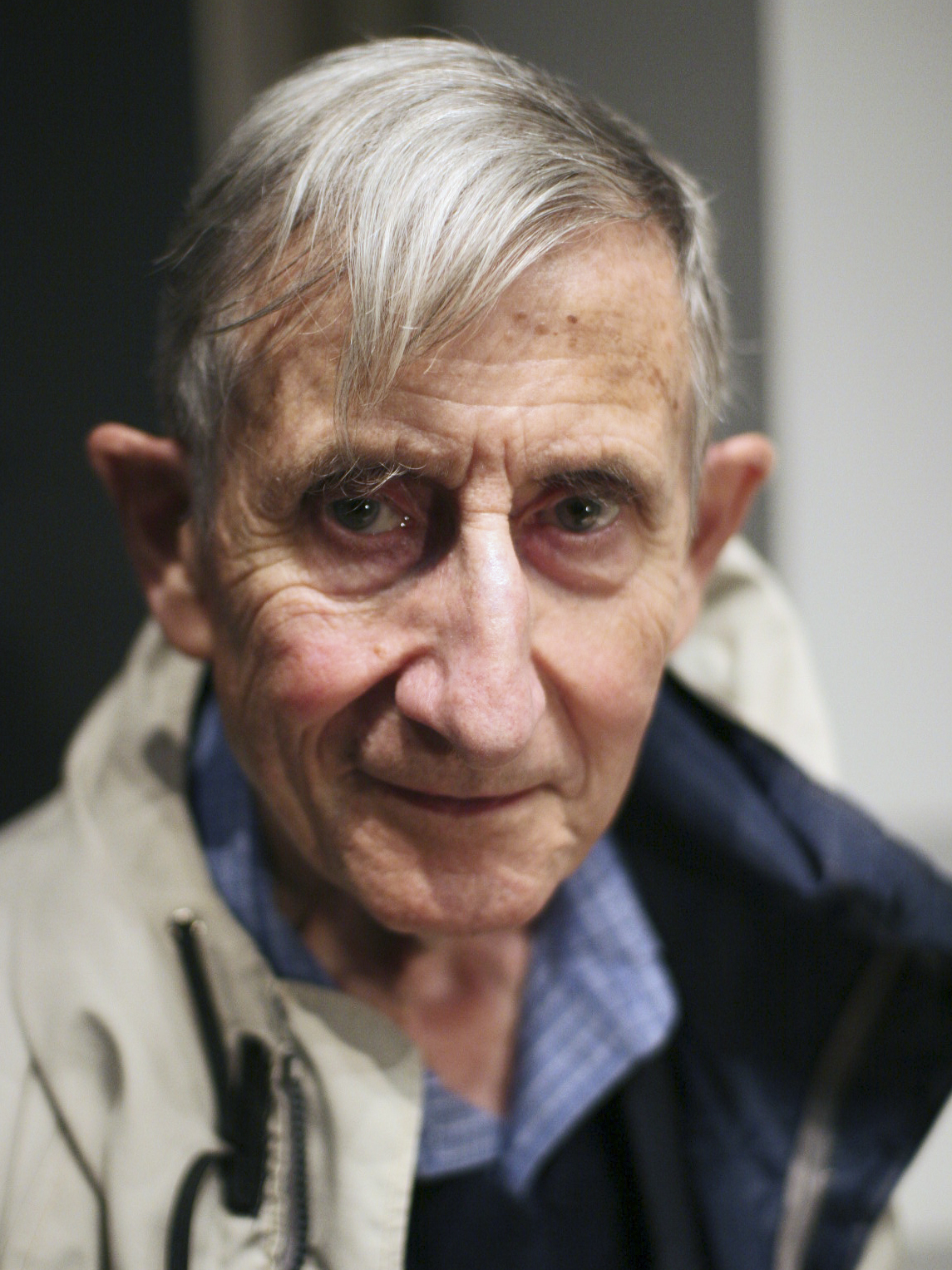
フリーマン・ダイソン／2月28日没

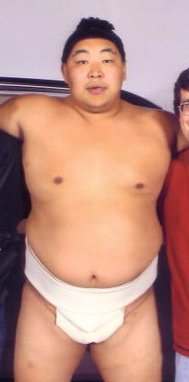
大翔地健太／2月28日没

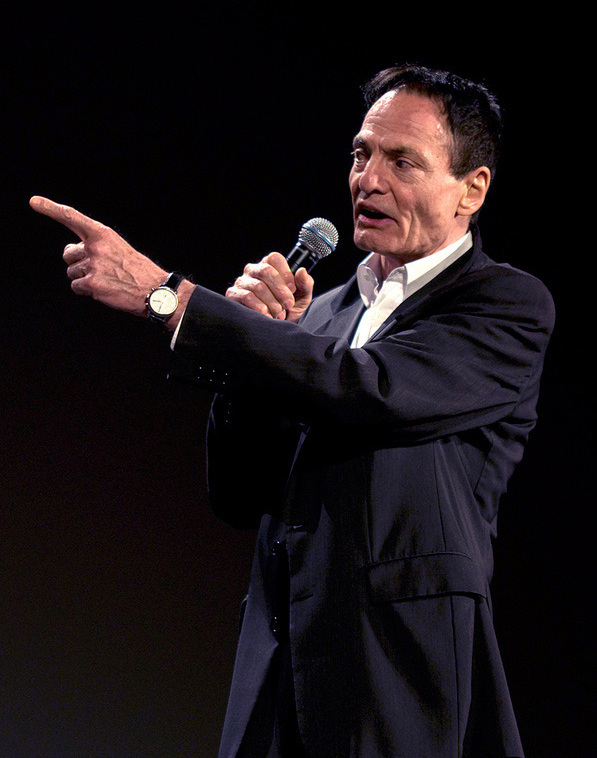
ディーター・ラーザー／2月29日没

- 2月16日 - パール・カー（英語版）、イギリスの歌手（* 1921年）[142]
- 2月16日 - グレアム・オールライト（英語版）、ニュージーランド出身のフランスの歌手（* 1926年）[143]
- 2月16日 - ハリー・グレッグ、北アイルランドの元サッカー選手・指導者、元同国代表、ミュンヘンの悲劇生存者（* 1932年）[144]
- 2月16日 - ゾーイ・コールドウェル、オーストラリアの女優（* 1933年）[145]
- 2月16日 - マリオ・カンドゥッチ、イタリア出身のカトリック神父、元カトリック高田教会司祭（* 1934年）[146]
- 2月16日 - ルック・ホランダー（英語版）、オランダの空手家（* 1938年）[147]
- 2月16日 - ケリー・ナカハラ（英語版）、アメリカ合衆国の女優（* 1948年）[148]
- 2月16日 - ラリー・テスラー、アメリカ合衆国の計算機科学者（* 1945年）[149]
- 2月17日 - ヘンリー・グレイ、アメリカ合衆国のブルースミュージシャン（* 1925年）[150]
- 2月17日 - ソニア・ツィーマン（英語版）、ドイツの女優（* 1926年）[151]
- 2月17日 - チャールズ・ポーティス（英語版）、アメリカ合衆国の作家（* 1933年）[152]
- 2月17日 - ミッキー・ライト、アメリカ合衆国の元女子プロゴルファー（* 1935年）[153]
- 2月17日 - ゲオルギー・シェンゲラーヤ（グルジア語版）、ジョージアの映画監督（* 1937年）[154]
- 2月17日 - マリオ・ダ・グラサ・マシュンゴ、モザンビークの政治家、初代首相（* 1940年）[155]
- 2月17日 - ジャネット・デュボワ（英語版）、アメリカ合衆国の女優、歌手（* 1945年?）[156]
- 2月17日 - 高市圭二、日本の競馬調教師・元騎手【日本中央競馬会所属】（* 1955年）[157]
- 2月17日 - アンドリュー・ウェザオール、イギリスの音楽プロデューサー、テクノミュージシャン（* 1963年）[158]
- 2月17日 - キジト・ミヒゴ（英語版）、ルワンダのゴスペルミュージシャン、平和活動家（* 1981年）[159]
- 2月18日 - 禿了滉、日本の僧侶、仏教学者、教育者、学校法人仁愛学園学園長（* 1925年）[160]
- 2月18日 - ホセ・ボナパルテ（英語版）、アルゼンチンの古生物学者（* 1928年）[161]
- 2月18日 - ジャック・ブリソ、フランスの画家、映画監督（* 1929年）[162]
- 2月18日 - ペーター・ドレーアー（英語版）、ドイツの画家（* 1932年）[163]
- 2月18日 - 長堂英吉、日本の小説家、ルポルタージュ作家（* 1932年）[164]
- 2月18日 - バート・サザーランド（英語版）、アメリカ合衆国の計算機科学者（* 1936年）[165]
- 2月18日 - 古井由吉、日本の小説家、芥川賞受賞者（* 1937年）[166]
- 2月18日 - 小林恒人、日本の政治家、元衆議院議員【日本社会党所属】（* 1938年）[167]
- 2月18日 - 張昭雄（中国語版）、中華民国の野球評論家・解説者（* 1938年）[168]
- 2月18日 - ヨン・クリステンセン（英語版）、ノルウェーのジャズドラマー（* 1943年）[169]
- 2月18日 - フラヴィオ・ブッチ、イタリアの俳優（* 1947年）[170]
- 2月18日 - 劉智明、中華人民共和国の脳外科医、武漢市武昌医院院長、湖北中医薬大学教師、江漢大学教師（* 1968年）[171][172]
- 2月18日 - ブー・マイン・ズン、ベトナムのオペラ歌手（* 1977年?）[173]
- 2月19日 - ジャン・ダニエル（フランス語版）、アルジェリア出身のフランスのジャーナリスト、ル・ヌーヴェル・オプセルヴァトゥール（英語版）創刊者・編集主幹（* 1920年）[174]
- 2月19日 - ジャック・ヤンガーマン（英語版）、アメリカ合衆国の芸術家（* 1926年）[175]
- 2月19日 - ジョゼ・モジカ・マリンズ（英語版）、ブラジルの映画監督（* 1936年）[176]
- 2月19日 - イエンス・ニゴール・クヌーセン、デンマークの玩具デザイナー、レゴ人形（ミニフィグ）開発者（* 1942年）[177]
- 2月19日 - ヘザー・クーパー（英語版）、イギリスの天文学者、TV番組司会者、元英国天文協会（英語版）会長（* 1949年）[178]
- 2月19日 - 柯卉兵（中国語版）、中華人民共和国の社会学者、華中科技大学教授（* 1979年）[179]
- 2月19日 - ポップ・スモーク、アメリカ合衆国のラッパー（* 1999年）[180]
- 2月20日 - ジャン＝クロード・ペッケアー（フランス語版）、フランスの天文学者、元フランス天文学協会（英語版）会長（* 1923年）[181]
- 2月20日 - 芳賀徹、日本の比較文学者、京都造形芸術大学名誉学長、東京大学・国際日本文化研究センター名誉教授（* 1931年）[182]
- 2月20日 - 池田正穂、日本の元船員、元第五福竜丸乗組員（* 1933年）[183]
- 2月20日 - 佐々木隆之、日本の実業家、JR西日本代表取締役元社長、同社元取締役会長（* 1946年）[184]
- 2月20日 - 斎藤恒久、日本の劇場経営者、浅草ロック座会長（* 1947年）[185]
- 2月20日 - 中江滋樹、日本の元証券ジャーナリスト、元投資ジャーナル会長（* 1954年）[186]
- 2月20日 - 新田元庸、日本の実業家、元ニッタ社長（* 1958年）[187]
- 2月21日 - タオ・ポーション・リンチ（英語版）、アメリカ合衆国のヨガ教師、作家（* 1918年）[188]
- 2月21日 - ヨナ・フリードマン、ハンガリー出身のフランスの建築家（* 1923年）[189]
- 2月21日 - 勝田久、日本の声優、俳優（* 1927年）[190]
- 2月21日 - 木下順一、日本の組合役員、元全国農業協同組合連合会会長（* 1927年）[191]
- 2月21日 - 大坪健庫、日本の実業家、風来坊会長、創業者（* 1929年）[192]
- 2月21日 - 関口隆幹、日本の銀行家、元群馬銀行会長（* 1941年?）[193]
- 2月21日 - 杜雨露（中国語版）、中華人民共和国の俳優（* 1941年）[194]
- 2月21日 - 宗政誠、日本の実業家、アサンテ創業者（* 1943年）[195]
- 2月22日 - ティック・クアン・ド（英語版）、ベトナムの僧侶、人権活動家（* 1928年）[196]
- 2月22日 - キキ・ディムラ（英語版）、ギリシャの詩人（* 1931年）[197]
- 2月22日 - 岸野一彦、日本の俳優、声優（* 1934年）[198]
- 2月22日 - 高橋紀世子、日本の政治家、元参議院議員【みどりの会議所属】（* 1942年）[199]
- 2月22日 - マイク・ヒューズ（英語版）、アメリカ合衆国の冒険家、地球平面論者（* 1956年）[200]
- 2月23日 - 渡邉智哲、日本の世界男性最高齢者（* 1907年）[201]
- 2月23日 - ゲレチ・ヤーノシュ（ハンガリー語版）、ハンガリーの元サッカー選手・指導者、元同国代表（* 1939年）[202]
- 2月23日 - 吉岡剛、日本の柔道家、徳山大学教授（* 1956年）[203]
- 2月23日 - 君比（中国語版）、香港の小説家（* 1965年）[204]
- 2月23日 - 松島茂、日本のアナウンサー（* 1972年）[205]
- 2月23日 - 照沼まりえ、日本の脚本家（* 1949年または1950年）[206]
- 2月24日 - ジョン・フランゼーゼ（英語版）、イタリア出身のアメリカ合衆国の元マフィア、元コロンボ一家幹部（* 1917年）[207]
- 2月24日 - キャサリン・ジョンソン、アメリカ合衆国の数学者（* 1918年）[208]
- 2月24日 - ダイアナ・セラ・キャリー（ベイビー・ペギー）、アメリカ合衆国の元子役女優、作家（* 1918年）[209]
- 2月24日 - 伊藤栄一、日本の指揮者、東京学芸大学名誉教授（* 1925年）[210]
- 2月24日 - オロフ・トゥーンベリ（英語版）、スウェーデンの俳優、グレタ・トゥーンベリ祖父（* 1925年）[211]
- 2月24日 - クライブ・カッスラー、アメリカ合衆国の作家（* 1931年）[212]
- 2月24日 - ベン・クーパー（英語版）、アメリカ合衆国の俳優（* 1933年）[213]
- 2月24日 - ヤン・コバルチク（英語版）、ポーランドの馬術競技選手、1980年モスクワオリンピック障害飛越個人金メダリスト（* 1941年）[214]
- 2月24日 - 柿川照穂、日本の実業家、元テレビ長崎社長（* 1946年?）[215]
- 2月24日 - ヤン・テイゲン（英語版）、ノルウェーの歌手、ポポル・エース（英語版）メンバー（* 1949年）[216]
- 2月24日 - 筒井伸輔、日本の画家（* 1968年）[217]
- 2月24日 - 後藤淳一、日本の声優（* 1979年）[218]
- 2月25日 - マリオ・ブンゲ、カナダの哲学者、物理学者（* 1919年）[219]
- 2月25日 - ベルナール・パンゴー（フランス語版）、フランスの作家（* 1923年）[220]
- 2月25日 - ドミトリー・ヤゾフ、ソビエト連邦の軍人、政治家、元国防相（* 1924年）[221]
- 2月25日 - ホスニー・ムバーラク、エジプト・アラブ共和国の軍人、政治家、同国第2代大統領（* 1928年）[222]
- 2月25日 - 小平英哉、日本の政治家、元栃木県日光市長（* 1929年?）[223]
- 2月25日 - 浜名優美、日本の仏文学者、南山大学名誉教授（* 1947年）[224]
- 2月25日 - デヴィッド・ロバック（英語版）、アメリカ合衆国のギタリスト、作詞家、マジー・スターメンバー（* 1958年）[225]
- 2月25日 - 橋本和久、日本のゲームプログラマー（* 1958年）[226][227]
- 2月25日 - 浦賀和宏、日本の小説家（* 1978年）[228]
- 2月26日 - 楠田久男、日本の機械工学者、佐賀大学元学長（* 1916年）[229]
- 2月26日 - ネジミエ・ホッジャ、アルバニアの政治家、エンヴェル・ホッジャ夫人（* 1921年）[230]
- 2月26日 - マイケル・メドウィン（英語版）、イギリスの俳優（* 1923年）[231]
- 2月26日 - アルキ・ゼイ（英語版）、ギリシャの小説家、児童文学作家（* 1925年）[232]
- 2月26日 - 吉成正一、日本の写真家（* 1926年）[233]
- 2月26日 - ベッツイ・バイアーズ（英語版）、アメリカ合衆国の児童文学作家（* 1928年）[234]
- 2月26日 - セルゲイ・ドレンスキー、ソビエト連邦出身のピアニスト（* 1931年）[235]
- 2月26日 - 安田正利、日本の俳優（* 1933年）[236]
- 2月26日 - ハンス・ダインツァー（ドイツ語版）、ドイツのクラリネット奏者（* 1934年）[237]
- 2月26日 - 横川真顕、日本の映画理論家、映画評論家、日本大学名誉教授（* 1937年）[238]
- 2月27日 - スダカール・チャトゥルヴェディ（英語版）、インドの学者、長寿主張者（* 1897年?）[239]
- 2月27日 - 安田健次郎、日本の解剖学者、慶應義塾大学名誉教授（* 1926年）[240]
- 2月27日 - 泉ひさ、日本の心理学者、南山大学名誉教授（* 1926年）[241]
- 2月27日 - 雅章子、日本の女優、宝塚歌劇団35期生（* 1931年）[242]
- 2月27日 - コリン・グレイ、イギリスの国際政治学者（* 1943年）[243]
- 2月27日 - 倉田精二、日本の写真家（* 1945年）[244]
- 2月27日 - バウディール・エスピノーザ、ブラジルのサッカー指導者（* 1947年）[245]
- 2月28日 - フリーマン・ダイソン、アメリカ合衆国の理論物理学者、宇宙物理学者（* 1923年）[246]
- 2月28日 - ジョー・クローム（英語版）、アメリカ合衆国の実業家、トレーダー・ジョーズ創業者（* 1930年）[247]
- 2月28日 - 今村奈良臣、日本の経済学者、東京大学名誉教授（* 1934年）[248]
- 2月28日 - ブルクハルト・ドリースト（英語版）、ドイツの俳優（* 1939年）[249]
- 2月28日 - ゲンナジー・クズミン（英語版）、ソビエト連邦出身のウクライナのチェスプレイヤー、グランドマスター（* 1946年）[250]
- 2月28日 - ハイミー・カーボネル（英語版）、ウルグアイ出身のアメリカ合衆国の計算機科学者（* 1953年）[251]
- 2月28日 - 加茂克也、日本のヘアメイクアーティスト（* 1965年）[252][253]
- 2月28日 - 大翔地健太、モンゴル国出身の元大相撲力士（* 1984年）[254]
- 2月29日 - ケーセイ・エバ（ハンガリー語版）、ハンガリーの競泳選手、1952年ヘルシンキオリンピック女子200m平泳ぎ金メダリスト（* 1927年）[255]
- 2月29日 - 足立大進、日本の僧侶、元臨済宗円覚寺派管長（* 1932年）[256]
- 2月29日 - ディーター・ラーザー、ドイツの俳優（* 1942年）[257]